# Weert (stad)
Weert (uitspraak: [ʋɪːrt]) (Limburgs: Wieërt [wiəʀt]) is een stad in de Nederlandse provincie Limburg en de stedelijke kern van de gelijknamige gemeente. De gemeente Weert grenst aan Noord-Brabant en België, ze vormt de westelijke entree van de provincie, reden waarom de stad zich promoot als 'de poort van Limburg'. Verder ligt Weert op een hogere plek omgeven door de Peel in het noordoosten, het Kempen~Broek in het zuidwesten en de Maasvallei in het oosten. Door de verhoogde ligging kreeg het gebied rondom de stad de bijnaam 'het eiland van Weert'. Daarnaast ligt de stad aan de Zuid-Willemsvaart. Weert kreeg marktrechten in 1414. Samen met de stad Roermond vormt Weert de ontwikkelas van de regio Midden-Limburg. Het aantal inwoners bedraagt 44.875 per 1 januari 2021 (bron: CBS). Daarmee is Weert qua inwonertal de 4e woonplaats van Limburg. 

## Geografie
De stad Weert ligt in de gemeente Weert en is daar de hoofdplaats van.

### Wijken
De stad is als volgt ingedeeld:

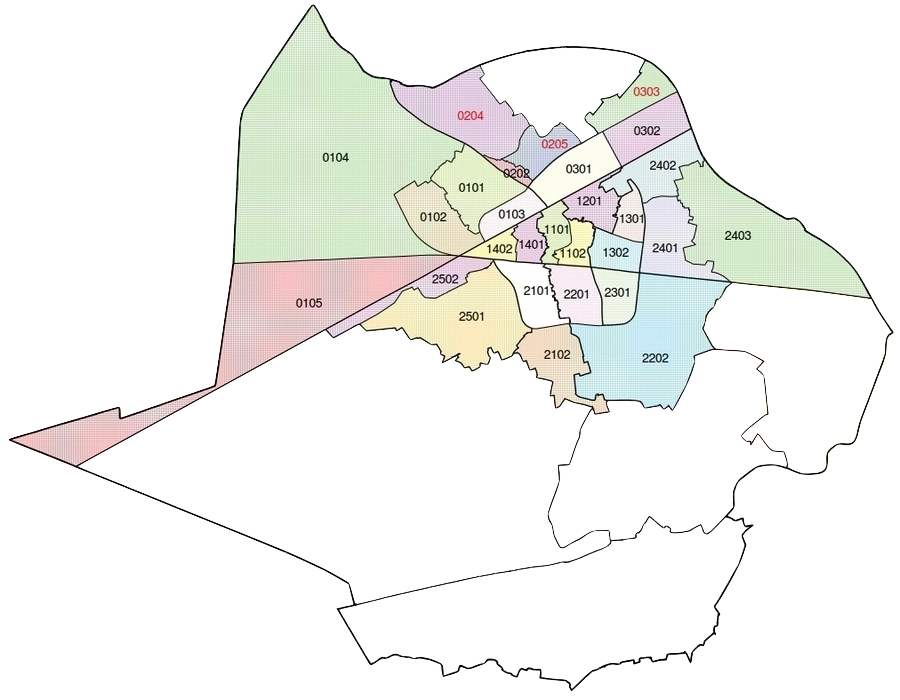
Wijken en buurten in de gemeente

| Weert-Noord - 01. Boshoven - 0101 Boshoven-Vrakker - 0102 Oud-Boshoven - 0103 Centrum-Noord - 0104 Boshoven buitengebied - 0105 Industrieterrein Boshoverheide - 02. Laarveld-Hushoven - 0202 Hushoven - 0204 Hushoven buitengebied - 0205 Laarveld - 03. Molenakker - 0301 Molenakker - 0302 Kampershoek - 0303 Kampershoek-Noord |  | Weert-Midden - 11. Weert-Centrum - 1101 Weert-Centrum - 1102 Maaspoort - 12. Biest - 1201 Biest - 13. Groenewoud - 1301 Groenewoud-Noord - 1302 Groenewoud-Zuid - 14. Fatima - 1401 Fatima - 1402 Industrieterrein Fatima - 24. Leuken - 2401 Leuken - 2402 Industrieterrein Leuken - 2403 Leuken buitengebied |  | Weert-Zuid - 21. Keent - 2101 Keent - 2102 Keent buitengebied - 22. Moesel - 2201 Moesel - 2202 Moesel buitengebied - 23. Graswinkel - 2301 Graswinkel - 25. Rond de Kazerne - 2501 Kazernelaan: Altweert / Boshoverbeek - 2502 Industrieterrein Boshoverbeek-Lozerweg |

## Geschiedenis

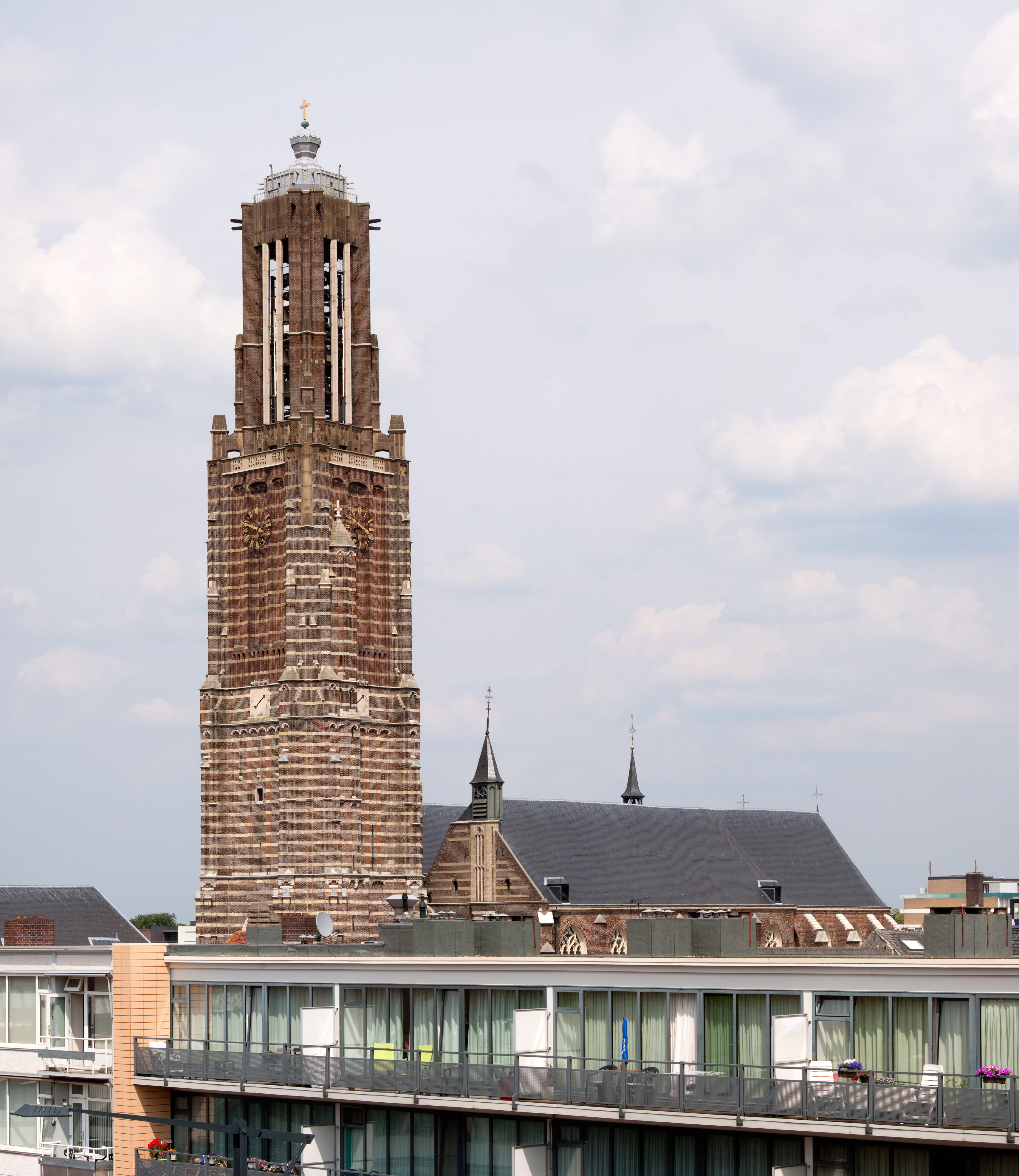
Sint-Martinuskerk

### Samenvatting geschiedenis

#### Naam en ontstaan
De naam 'Weert' geeft reeds aan hoe de plaats is ontstaan. 'Weert' is identiek aan waard: een stuk land, gelegen bij of te midden van wateren en moerassen, m.a.w. een ingedijkt stuk land. Dat de plaats deze naam ontving is heel begrijpelijk wanneer men bedenkt dat destijds deze streek zowel in het noorden, oosten als in het zuiden omgeven was door uitgestrekte Peelplassen en moerassen, die vroeger een veel grotere oppervlakte bestreken dan tegenwoordig. Tussen deze onbewoonbare wildernissen lag een hoog en droog eiland en hierop is Weert ontstaan. Het hele gebied werd onderscheiden in twee gedeelten: het hoger gedeelte ‘Overweert’ (thans Weert) en het lagere gedeelte Nederweert. In de omgeving van Weert hebben al sinds de prehistorie mensen gewoond. Dat blijkt uit vondsten uit de steentijd en de aanwezigheid van de resten van een groot urnenveld uit de late bronstijd op de Boshoverheide. Door middel van een verhard voetpad is dit urnenveld toegankelijk gemaakt. Tevens zijn er bewoningssporen uit de ijzertijd en de Romeinse tijd gevonden.
De plaats is ontstaan aan een knooppunt van wegen in het heide- en veengebied op de grens van Brabant en Limburg aan de rand van de Peel.

#### De Heren van Horne

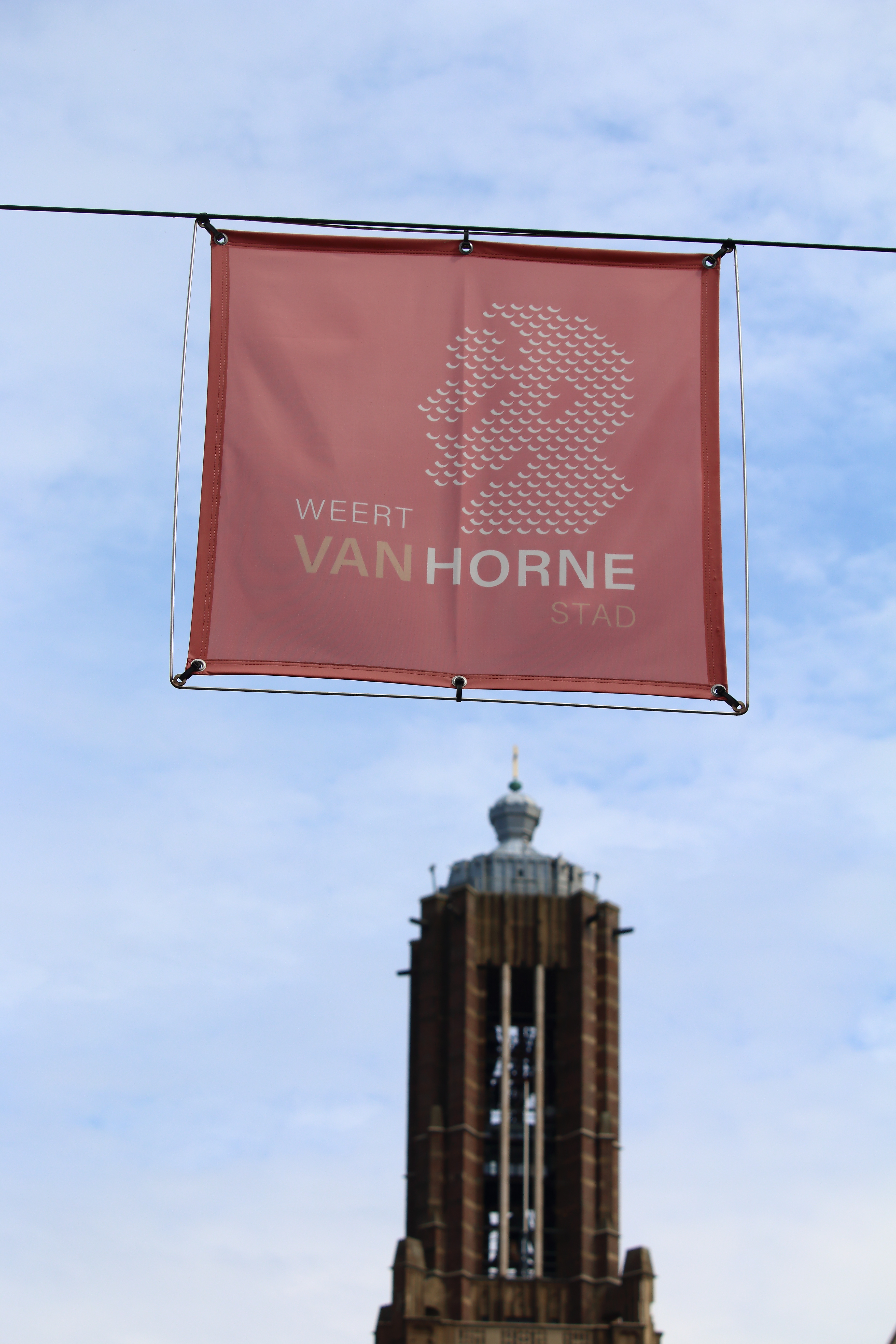
Weert 'van Hornestad'

Weert wordt voor het eerst vermeld in een oorkonde uit 1062. In 1306 droeg het kapittel van Sint-Servaas alle rechten die het in Weert bezat over aan de heren van Horne. Sindsdien oefenden dezen het gezag uit in het land van Weert, dat formeel nooit deel heeft uitgemaakt van de heerlijkheid (later graafschap) Horn, maar een buitenleen was van het hertogdom Gelre. Vanaf 1455 woonden de graven van Horne te Weert, waar graaf Jacob I van Horne een nieuw kasteel hadden laten bouwen, de Nijenborgh. Dit kasteel werd in 1702 tijdens de Spaanse Successieoorlog verwoest. De bekendste graaf van Horne is Filips van Montmorency, beter bekend als Filips van Horne, die in 1568 samen met graaf Lamoraal van Egmont in Brussel werd onthoofd. Zijn grafsteen is nog steeds te zien in de Martinuskerk in de binnenstad, hoewel uit onderzoek blijkt dat het niet zeker is of hij (behalve de tinnen bus met zijn hart) daar echt begraven ligt. In 2020 werd aan Kasteel De Aldenborgh een grafkelder gevonden waar Philips mogelijk werd begraven. Een plaatselijke scholengemeenschap en een straat dragen zijn naam. In 2018 werd in Weert een 'Graaf van Hornejaar' georganiseerd om (samen met het 'Egmontjaar' in Zottegem, Oud-Beijerland en Egmond (Bergen)) de 450ste verjaardag van de executie door Alva op de Brusselse Grote Markt te herdenken. Op 5 juni 2018 werden in Brussel en Weert herdenkingsplechtigheden gehouden en kransen neergelegd. Er werd een nieuw logo ontworpen ('Weert Van Hornestad'), er werd een 'Graaf van Hornemusical' opgevoerd, er werden Van Horne-muurschilderingen aangebracht en sinds 2022 staat er een ruiterstandbeeld van Philips van Horne in de voorhof van Kasteel Nijenborgh.

#### Economische ontwikkelingen
Tussen 1450 en 1550 kwam door de bescherming van de Graaf van Horne Weert tot een economische bloei. Vooral de lakenindustrie was erg belangrijk voor de Weerter economie. In deze tijd werd ook de Sint-Martinuskerk gebouwd. Na de dood van Filips van Montmorency, als laatste graaf van Horn, viel de bescherming voor Weert door de heren van Horne weg. Hierdoor kwam de stad in verval. Pas na de aanleg van de Zuid-Willemsvaart in 1825 en de IJzeren Rijn in 1879 kwam de economie weer tot bloei. In de 19e eeuw werd om de wateroverlast in het gebied te beteugelen het waterschap Het Land van Weert opgericht. 

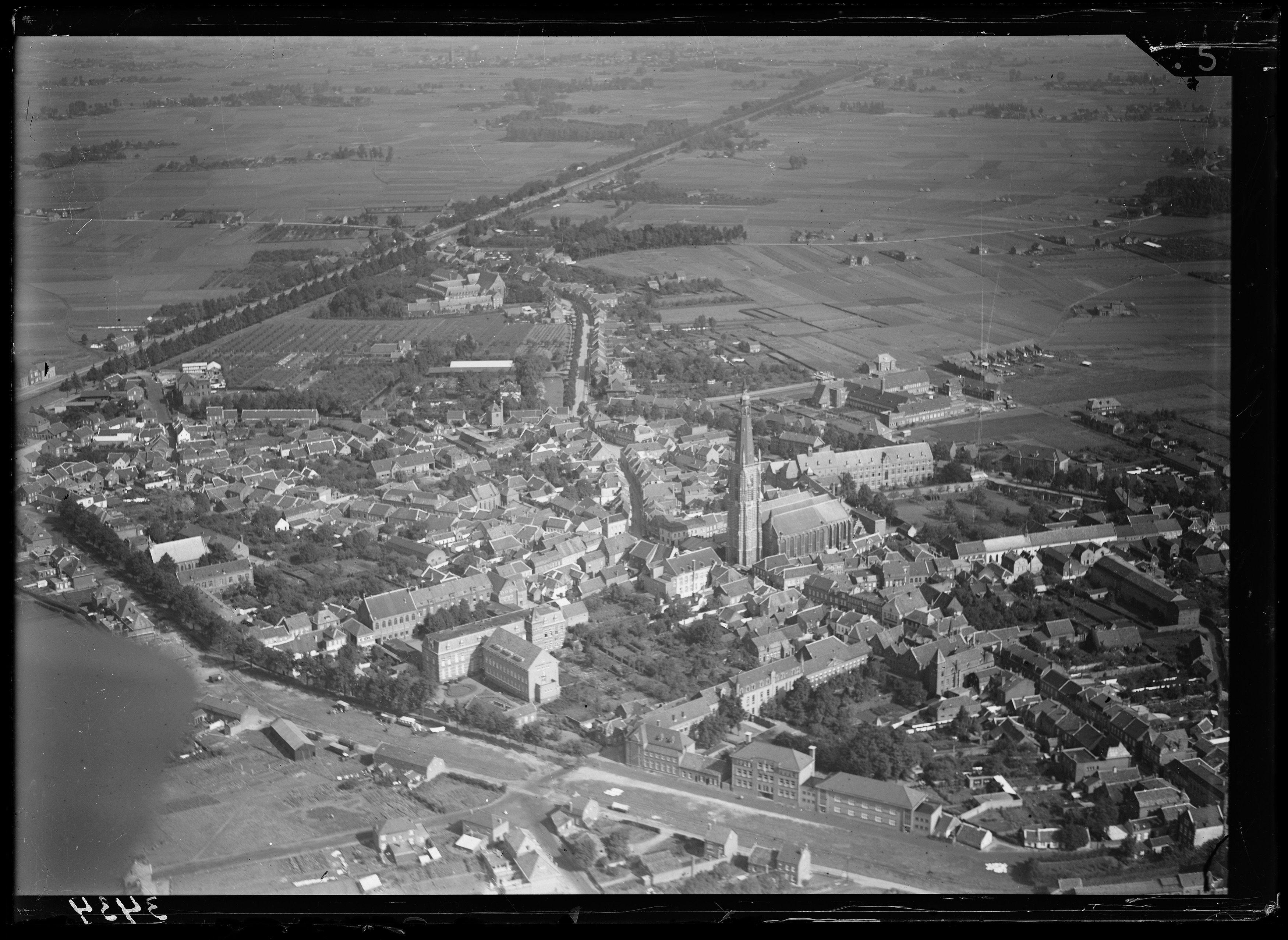
Weert in de vroege 20e eeuw. De huidige Weerter wijken waren nog dorpen of weidevelden.

Na de Eerste Wereldoorlog kwam de industrialisatie van de stad opgang. De industrie werd langzaam belangrijker dan de landbouw en zo werd Weert een industriestad. Heden ten dage is de stad gedeeltelijk nog steeds als dusdanig te kenmerken. 

#### Tweede Wereldoorlog in Weert
Weert maakte deel uit van de Peel-Raamstelling. De Peel-Raamstelling was een verdedigingslinie. Daarom werden er ook militairen naar Weert gestuurd. De Peel-Raamstelling was echter niet gebouwd om de Duitsers te verslaan, maar om de Duitsers zo lang tegen te houden dat de Franse troepen naar Nederland konden oprukken. Overal langs de Peel-Raamstelling werden mitrailleurs geplaatst en kazematten gebouwd. Dit waren de voornaamste verdedigingsmiddelen. In Weert stonden deze verdedigingsmiddelen vaak langs de Zuid-Willemsvaart (vooral bij bruggen). Deze stelling begon in het noorden bij het riviertje de Raam bij Grave. In het zuidelijke deel lag deze langs de Noordervaart en de Zuid-Willemsvaart. De stelling eindigde bij de zinkfabriek en het Ringselven in Budel-Dorplein. Dit betekent dat tussen de linie en de Belgische grens nog zo’n acht kilometer onverdedigd bleef. Het deel van Budel tot Sluis 13 werd het Vak Weert genoemd. Veel soldaten had deze linie niet. Slechts drie bataljons, enkele duizenden manschappen, verdedigden vanaf Dorplein tot aan Sluis 13 het Vak Weert. Van zuid naar noord zijn dat het 2de bataljon 41e Regiment Infanterie, het 4e grensbataljon en, bij Nederweert tot Sluis 13, het 1e bataljon 30e Regiment Infanterie. Hieruit kon worden opgemaakt dat er misschien een gevecht in Weert zou plaatsvinden. Vandaar dat Weert een grootschalige evacuatie had voorbereid. De voorbereidingen van de evacuatie waren zeer goed. Iedereen kreeg een evacuatieadres toegewezen. Men mocht er niet op eigen houtje heen gaan, maar men moest er in een groep naartoe, wat veiliger was. Om ervoor te zorgen dat binnen zo’n groep alles goed verliep, had men ook hoofd- en hulpgeleiders aangesteld. Ook kregen de inwoners van tevoren een boekje met voorschriften (regels), waarin duidelijk stond wat wel en niet mocht. Ook kregen de inwoners een soort identiteitsbewijs waarop stond tot welke groep ze behoorden. Er stond voorts op wat ze moesten meenemen aan spullen, zodat er niet te veel maar ook niet te weinig werd meegenomen. Om ervoor te zorgen dat het laadvermogen van vrachtwagens en auto’s goed benut werd, werden er auto’s en vrachtauto’s ingevorderd. Dit deed men ook omdat oudere mensen en zieken dan ook snel en goed geëvacueerd konden worden.
De inwoners van Weert werden goed geïnformeerd over de evacuatie en de oorlog die zou komen. Dat deed men door middel van aanplakbiljetten en brieven door heel Weert te verspreiden. Hierdoor was iedereen op de hoogte van de komende evacuatie.
Toen om 3 uur ’s nachts van 9 op 10 mei 1940 Duitse vliegtuigen overvlogen, wist men dat de oorlog heel dichtbij was. Toen Fortanier (commandant Vak Weert) hoorde dat de Maaslinie (dicht bij Roermond) was opgeheven, liet hij de bruggen van Weert opblazen. De evacuatie was op dit moment nog niet begonnen. Hierdoor konden mensen niet meer over de bruggen naar hun evacuatiebestemming. Daarom gingen veel mensen op eigen houtje naar vooral Altweerterheide en Tungelroy. Toen het in Altweerterheide door kanonnen echter ook gevaarlijk werd, vertrokken velen weer naar Tungelroy. In totaal kwamen er 7 burgers om, doordat ze zich te ver het oorlogsgebied in waagden.

## Wapen van Weert
Weert beschikt over een gemeentelijk wapen. Dit wapen is goedgekeurd bij het Koninklijk Besluit van 16 november 1977. De officiële beschrijving luidt:
"In zilver een keper van azuur; een schildhoofd van goud, beladen met drie hoorns van keel (rood), beslagen van zilver. Het schild gedekt met een gouden kroon van drie bladeren en twee parels".
Dit wapen was ontleend aan een zestiende-eeuwse schepenzegel van de stad. De keper, de omgekeerde V, is een weefselpatroon. Ze houdt vermoedelijk verband met het vroegere bloeiende lakenambacht, dat lakens naar West-Europa uitvoerde. Voor de zestiende eeuw was een schepenzegel in gebruik, waarin de drie hoorntjes waren verwerkt van het wapen van de graven van Horn. Deze graven waren tevens heren van Weert. Het wapenschild kan gedekt worden door een schildkroon. De kroon van Weert, drie bladeren en twee parelbanken, staat symbool voor een graaf: de graaf van Horne.
(Bron: Gemeentearchief Weert)

## Bezienswaardigheden

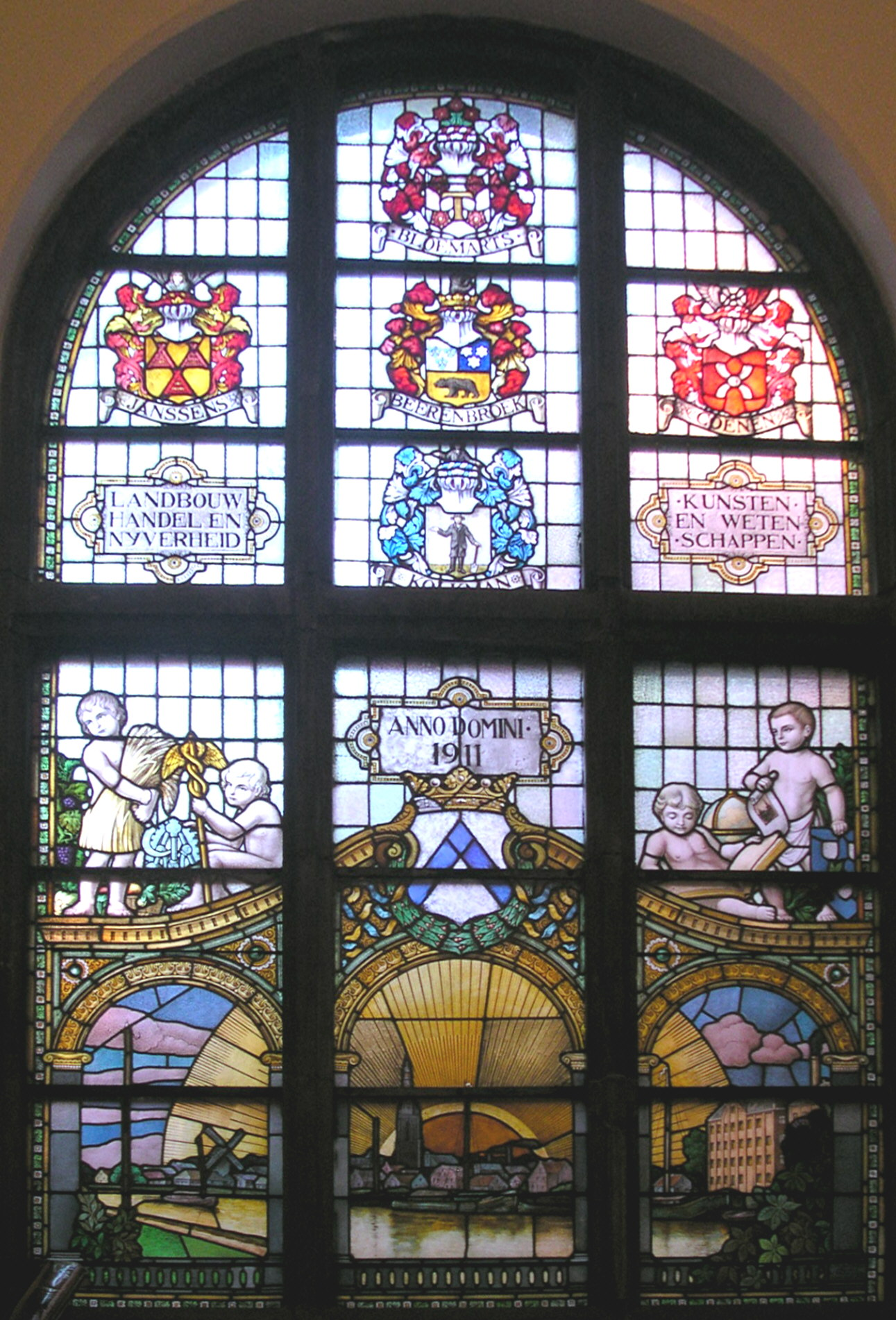
Venster in Museum Jacob van Horne

Door grondige saneringen in de decennia na de Tweede Wereldoorlog is in de oude stadskern veel verdwenen. Toch is er in Weert voldoende bewaard gebleven:
- Kerken:
  - De Sint-Martinuskerk, die voorkomt in de top 100 van belangrijkste monumenten in Nederland.
  - Bethelkerk, een protestantse kerk uit 1912.
  - Sint-Jozefkerk, uit 1939.
  - Sint-Hiëronymus en Sint-Antoniuskerk, te Laar, uit 1949.
  - Fatimakerk, een moderne kerk in de wijk Fatima, uit 1955.
  - Sint-Matthiaskerk te Leuken, uit 1955.
  - Sint-Odakerk te Boshoven, uit 1956.
  - Sint-Franciscuskerk, uit 1962.
  - Goede Herderkerk, uit 1967.
  - Verrezen Christuskerk, uit 1972.
- Kloosters:
  - Het Birgittinessenklooster in de Maasstraat.
  - Het Minderbroedersklooster met de Paterskerk.
  - Kloosterkapel van de Spiritijnen, tegenwoordig Turkse moskee.
  - Ursulinenklooster, voormalig klooster uit 1876.
- Kapellen:
  - Mariakapel, aan de Ursulinenhof
  - Mariakapel, op het complex Lichtenberg
  - Sint-Rumolduskapel, nabij Molenpoort 27, uit omstreeks 1775.
  - Moeselkapel, aan Irenelaan 93, uit 1912.
  - Sint-Antoniuskapel te Altweert
  - Sint-Odakapel te Boshoven
  - Sint-Donatuskapel te Hushoven
  - Sint-Sebastiaankapel te Laar
- Windmolens:
  - Wilhelmus-Hubertus
  - Sint Anna
  - Sint-Antonius in Laar
  - Sint Oda in Boshoven
  - Boonesmolen, een molenrestant aan Julianalaan 24
- Het Muntgebouw, de plaats waar de Heren van Weert hun geld sloegen.
- De Kleipijpenoven, de enige bewaard gebleven kleipijpenoven in West-Europa.
- Kasteel Nijenborgh
- Prehistorische grafheuvels op de Boshoverheide

N.B. Voor foto's van de bovengenoemde bezienswaardigheden zie de fotogalerij onderaan deze pagina.

### Monumenten
- Lijst van rijksmonumenten in Weert (gemeente)
- Lijst van rijksmonumenten in Weert (plaats)
- Lijst van gemeentelijke monumenten in Weert (gemeente)
- Lijst van gemeentelijke monumenten in Weert (plaats)

### Musea

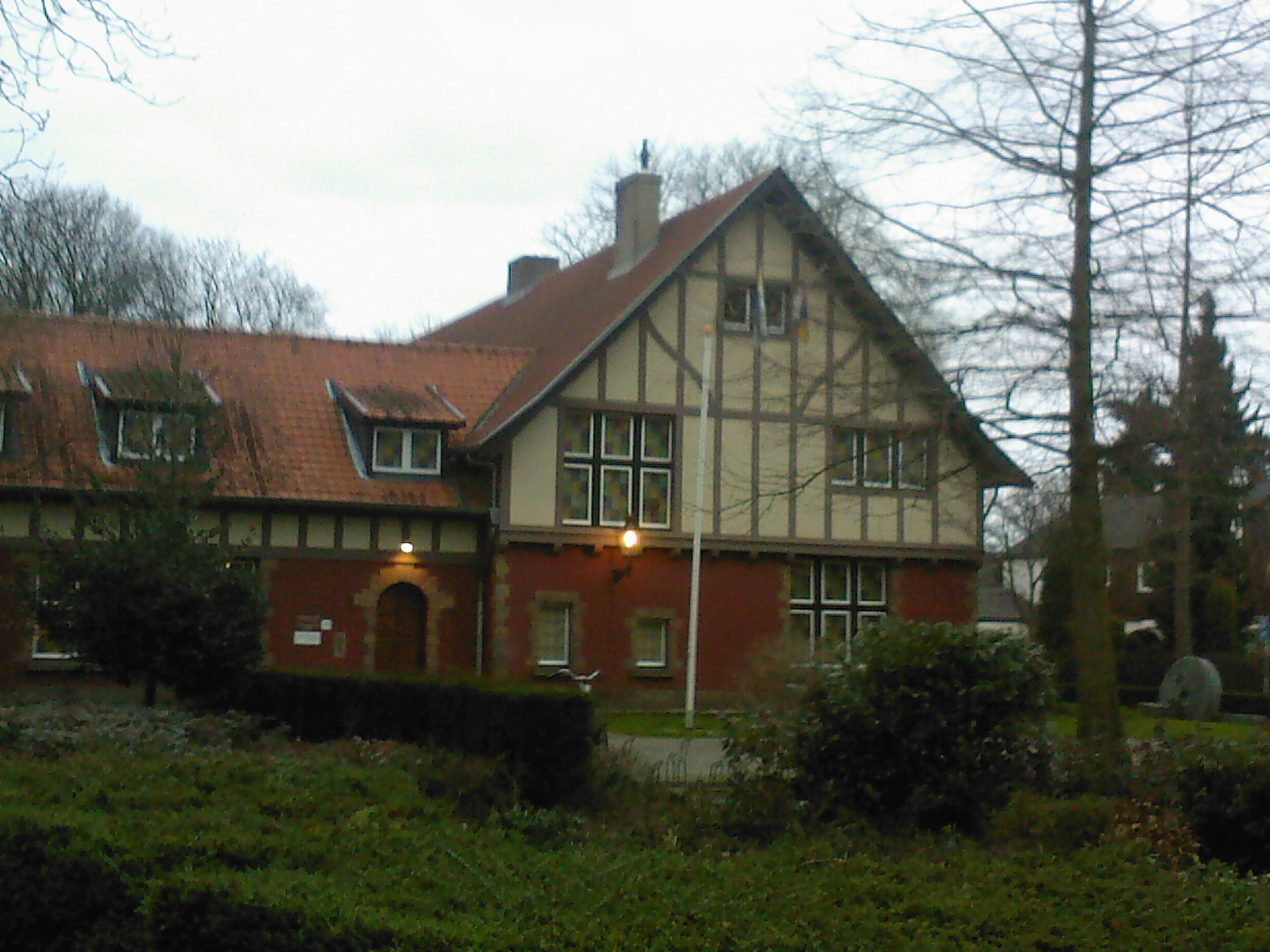
De Tiendschuur

- Gemeentemuseum Weert. Dit museum is sinds 1982 gevestigd in het voormalige stadhuis op de Oude Markt, in het centrum. Het museum toont onder meer een collectie van religieuze kunst.
- Gemeentemuseum de Tiendschuur. De naam verwijst naar het gebouw waar vóór de 18e eeuw de belasting in natura die aan de heren van Horne moest worden betaald, werd opgeslagen. Het museum is sinds de zomer van 2015 gesloten. De collectie, die betrekking heeft op de geschiedenis van Weert, is sindsdien gedeeltelijk opgeslagen.

## Natuur en landschap

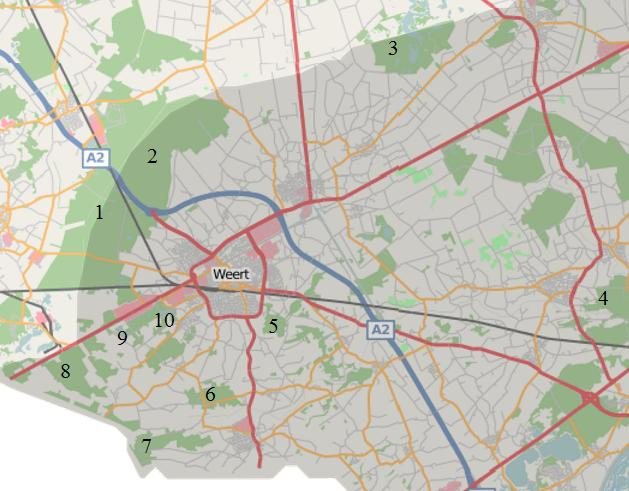
Natuurgebieden in de omgeving van Weert

De (wijde) omgeving van Weert heeft een groot aantal natuurgebieden, die voor een deel ondergebracht zijn in het grenspark Kempen~Broek. Onderstaande tabel geeft een overzicht.
| Naam natuurgebied            | Beschrijving | Gelegen in                                      |
| ---------------------------- | --- | ----------------------------------------------- |
| 1. Weerter- en Budelerbergen | Zeer uitgestrekte bosgordel ten noordwesten van Weert. Het gebied bestaat voor een groot deel uit zandverstuivingen, spontaan vliegdennenbos en heidevelden. Het is deels nog in militair gebruik. Aan de rand van de bossen ligt het vakantiepark Weerterbergen.                  | Boshoven, Weert en Budel, Cranendonk            |
| 2. Weerterbos                | Zeer oud en biologisch waardevol bosgebied ten noordoosten van de stad, aan de overkant van de A2. Tegenwoordig ligt dit bosgebied in de gemeente Nederweert. | Nederweert, Nederweert en Maarheeze, Cranendonk |
| 3. De Groote Peel            | Uitgestrekt hoogveengebied ten noordoosten van de stad, tussen het dorp Ospel in de gemeente Nederweert en Meijel. | Ospeldijk, Nederweert en Heusden, Asten         |
| 4. Het Leudal                | Bosgebied met een aantal diep ingeslepen beekdalen van in de gelijknamige gemeente Leudal. | Nunhem, Haelen, Horn en Beegden, Leudal         |
| 5. De Moeselpeel             | Een ontoegankelijk moerasgebied met wilgenbroekbos en rietveldjes. Goed te overzien vanaf de omringende wegen. Ten zuidoosten Weert, nabij de wijk Graswinkel. | Moesdijk, Weert                                 |
| 6. Tungelerwallen            | Een dennenbos dat afgewisseld wordt met heide en stuifzand nabij de kerkdorpen Altweerterheide en Tungelroy in de gemeente Weert. | Altweerterheide en Tungelroy, Weert             |
| 7. Stramprooierheide         | Bossen ten westen van het dorp Stramproy in het zuidwesten van de gemeente aan de grens met België. | Stramproy, Weert                                |
| 8. Laurabossen               | Bosgebied met een heideveldje ten zuidwesten van het dorp Altweerterheide (gemeente Weert). Het hout dat afkomstig was uit dit bos werd gebruikt voor het stutten van steenkolenmijnen in Zuid-Limburg.                                                                            | Altweerterheide, Weert                          |
| 9. Kruispeel                 | Bos en beekdalgebied tussen de Laurabossen en de IJzeren Man aan de Zuid-Willemsvaart. | Altweerterheide, Weert                          |
| 10. De IJzeren Man           | Een grote zandplas, fraai gelegen te midden van het bos. Grenzend aan het zuidwesten van de stad en druk bezocht. Bij het bos liggen ook verschillende toeristische accommodaties, zoals Subtropisch Zwembad "de IJzeren Man", camping "de IJzeren Man" en Café-zaal "Dennenoord". | Altweerterheide en Altweert, Weert              |

De Weerterbergen, Moeselpeel en de Ijzeren Man liggen zelfs (gedeeltelijk) in het buitengebied van de stad Weert.
Delen van sommige gebieden worden gebruikt als militair oefenterrein. Het is toegestaan deze gebieden te bezoeken, maar men moet er rekening mee houden dat er soms geoefend wordt, hetgeen met waarschuwingsvlaggen en borden wordt aangegeven.
Weert ligt op hoge zandgrond, op een hoogte van ongeveer 33 meter. Een belangrijk water is de Zuid-Willemsvaart, die ten noorden van de binnenstad loopt. De aanwezigheid van dit kanaal heeft voor industrialisatie gezorgd, resulterend in uitgestrekte bedrijventerreinen. Daarbuiten vindt men, naast landbouwgebied, zowel natte als droge natuurgebieden met vennen, naaldbossen, heide, moerassen en dergelijke.
Ruim twintig procent van Weert bestaat uit natuurgebied. Zo is grenspark Kempen~Broek een grensoverschrijdend natuurgebied (Nederland en België), met een oppervlakte van ruim 25.000 ha. Via kavelruil zijn aaneengesloten natuurzones ontstaan. De resultaten zijn zichtbaar: aaneengesloten natuur met hoppen, nachtegalen, wielewalen, boomkikkers, veel soorten vlinders en libellen en fiets- en wandelroutes. In het gebied ligt meer dan tweehonderd kilometer aan bewegwijzerde routes voor wandelaars, fietsers, ruiters en menners.
In september 2012 is Weert uitgeroepen tot de groenste stad van Nederland door Entente Florale Nederland. In 2013 won Weert de titel 'Groenste stad van Europa' (organisatie in handen van Entente Florale Europe). In 2014 werd Weert uitgeroepen tot groenste regio van de wereld. Daarnaast behaalde Weert een tweede plaats in het thema Cultureel Erfgoed. De wereldtitel werd behaald in de mondiale competitie Communities in Bloom. Communities in Bloom is een onafhankelijke Canadese non-profitorganisatie die het samenleven in een duurzame omgeving wil stimuleren.
De maatschappelijke betrokkenheid en het meedoen van inwoners, bedrijven en verenigingen speelden een rol bij het winnen van de titel groenste regio van de wereld. Ondernemers, belangengroeperingen en inwoners grepen deze competitie aan om er actief mee aan de slag te gaan en zelf initiatieven te ontplooien. Voorbeelden hiervan zijn het vergroenen van de binnenstad door ondernemers, biodiversiteitsprojecten in buurten en het vergroenen van schoolpleinen.

## Kunst, muziek en theater
- In Weert is een locatie gevestigd van het Regionaal Instituut voor Cultuur- en Kunsteducatie (afgekort RICK), dit is de vroegere muziekschool en kunstcollege.
- Er bestaan in Weert een groot aantal harmonieën. Vele wijken, maar ook kerkdorpen in de gemeente, beschikken over een harmonie. Deze harmonieën spelen ook een grote rol bij de carnaval. Voorbeelden van Weerter harmonieën zijn de Stedelijke Harmonie St. Antonius, Kerkelijke Harmonie St.-Joseph 1880 Weert en St. Joseph Weert-Zuid.
- Het belangrijke theater van Weert is het Munttheater. In dit theater worden optredens verzorgd door lokale, maar ook door nationale artiesten. Dit theater vervult eveneens een functie bij de carnaval, namelijk bij de "Bônte aovundj" (Nederlands: Bonte avond).
- In de wijk Boshoven ligt het muziekcentrum De Bosuil. Hier spelen geregeld bekende Nederlandse en internationale bands en artiesten.
- Ook bevindt zich een bioscoop in Weert, namelijk Gotcha Cinema. Deze bioscoop vertoont vrijwel alle belangrijke films die landelijk draaien.

## Uitgaansleven
Weert is de verzorgingsstad voor een gebied waarin bijna 100.000 mensen wonen. Daarnaast is Weert ook een uitgaanscentrum. Vrijwel al het uitgaansleven voor jongeren is gesitueerd rondom de Oelemarkt, waar alle belangrijke disco's en cafés liggen. Maar ook op het plein zelf worden in de zomermaanden buitenactiviteiten gehouden voor jongeren. Er is een bewaakte fietsenstalling op loopafstand en verder is er rondom het plein in het weekeinde politiebewaking aanwezig. Maar buiten disco's en cafés zijn er ook veel restaurants gevestigd in Weert. Er is hierin een breed aanbod van restaurants, van eenvoudig maar wel gezellig tot toprestaurants. Verder zijn er in Weert ook enkele ijssalons en andere zaken waarin lekkernijen verkocht worden. Ook is het mogelijk om naar de bioscoop of het theater te gaan in Weert.

## Weerter vlaai

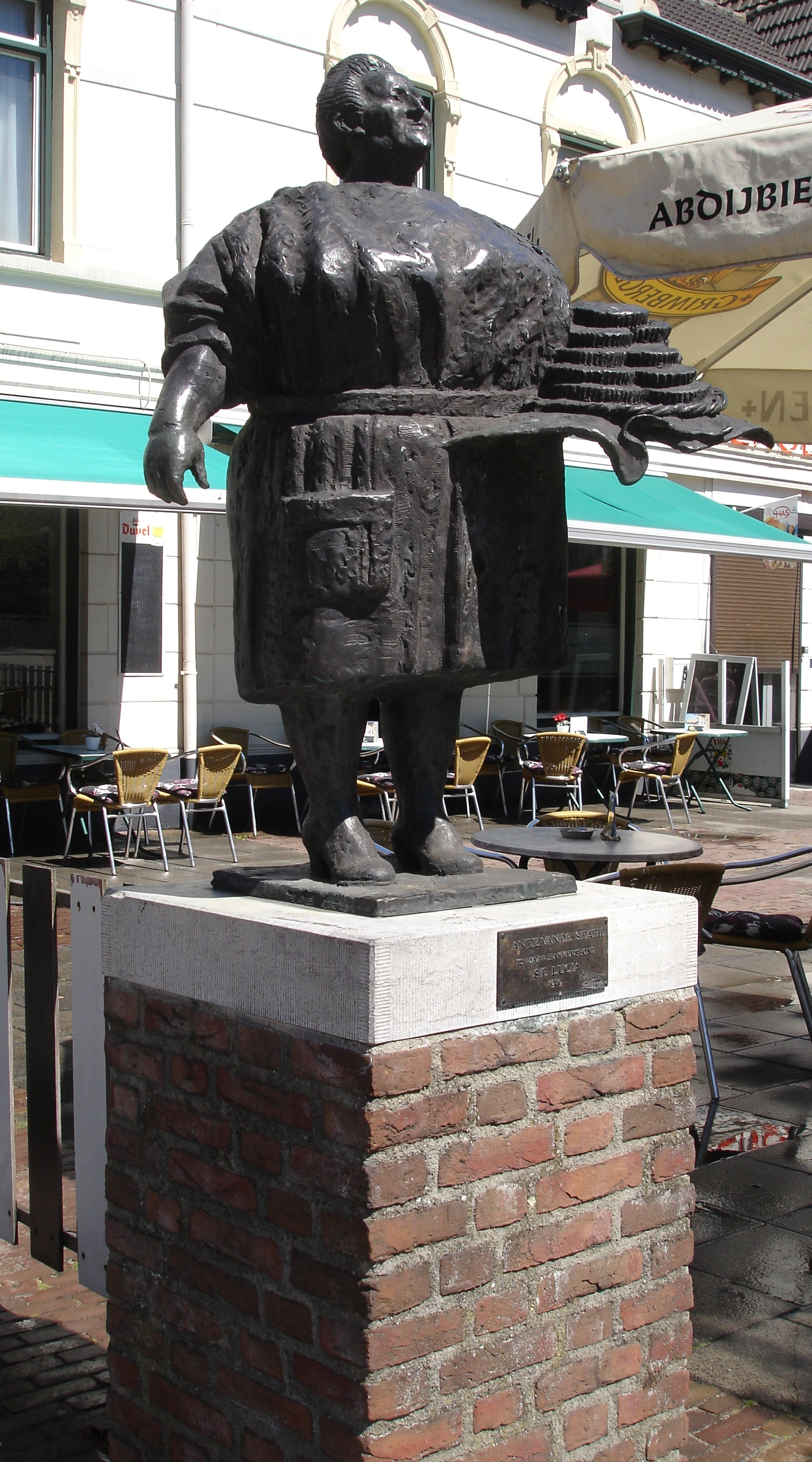
Antje van de Statie

Weert staat bekend om zijn Weerter vlaai. Dit in zijn geheel in de oven gebakken gebak is oorspronkelijk afkomstig uit de stad. De titel "Vlaaienstad" is waarschijnlijk te danken aan Antje van de Statie (dialect voor: 'Antje van het Station', echte naam: Maria Hubertina Hendrix) die vroeger vol enthousiasme haar vlaaien verkocht aan reizigers op het station van Weert. In de volksmond staat Weert nog steeds bekend als de 'vlaaienstad'.
Er staat een beeldje van Antje tegenover het station.

## Religie

### Rooms-katholicisme

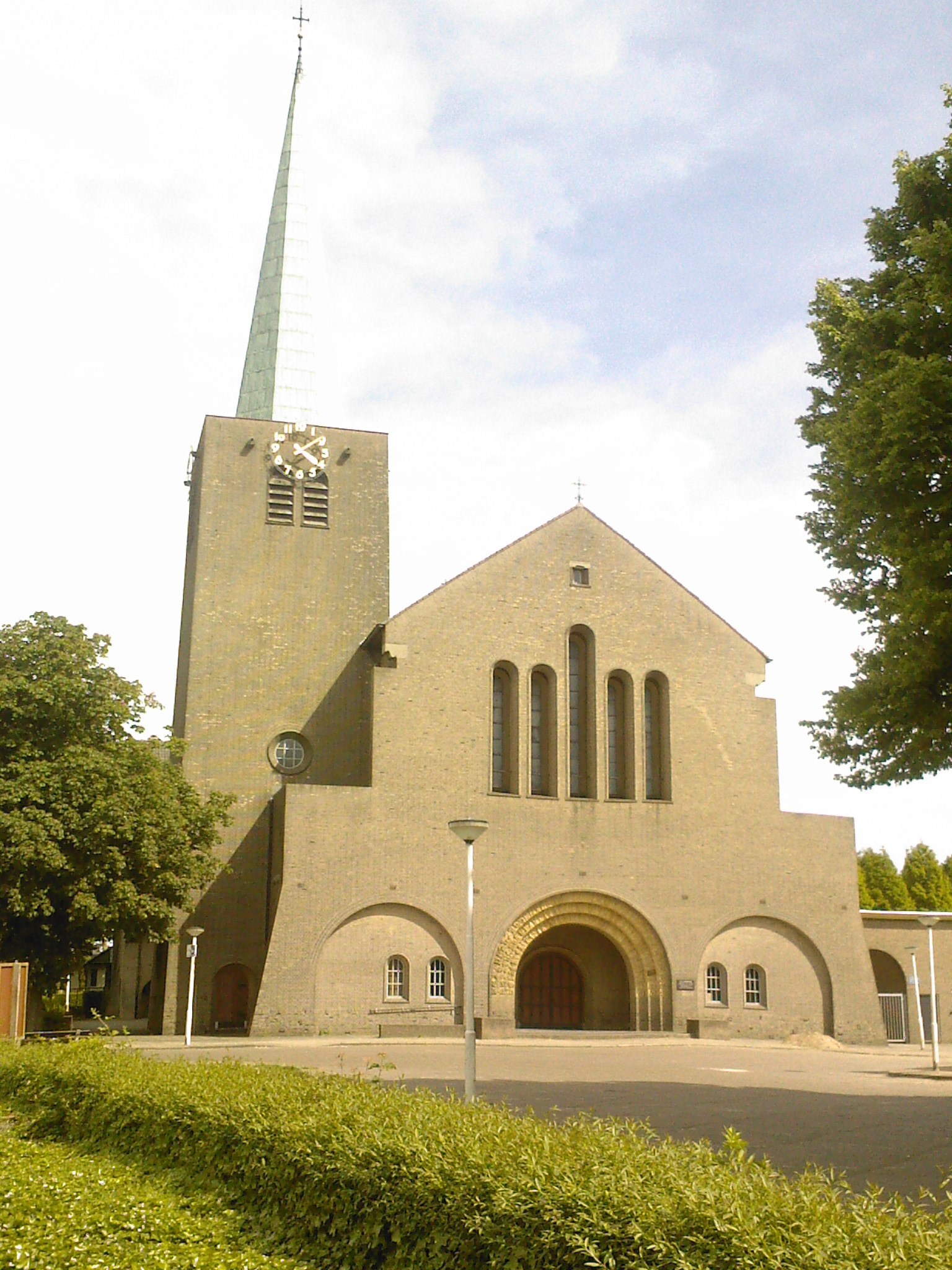
H. Jozephkerk in Keent (Weert)

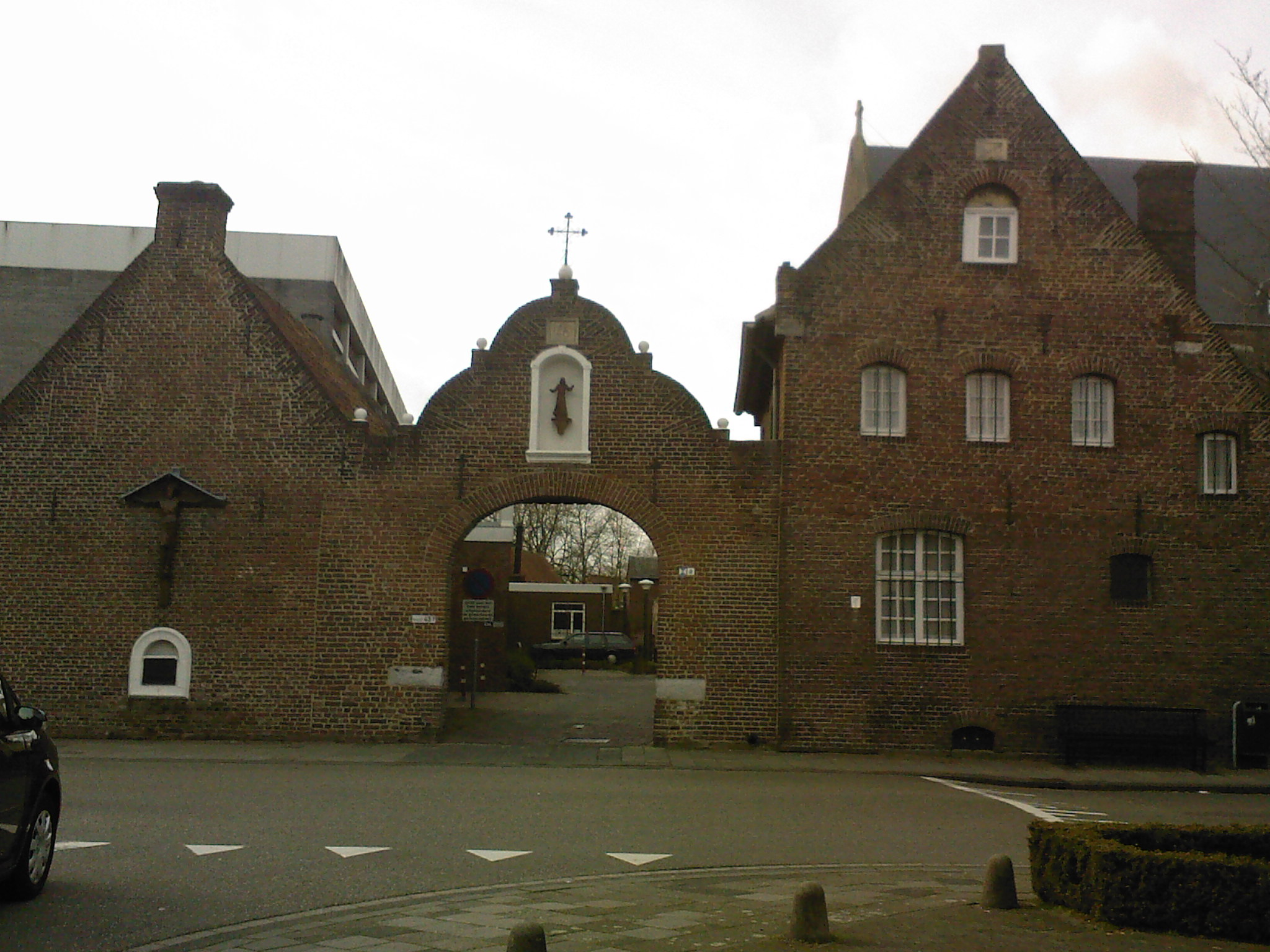
Ingang Franciscanenklooster: linksachter St. Franciscuskerk rechtsachter Paterskerk

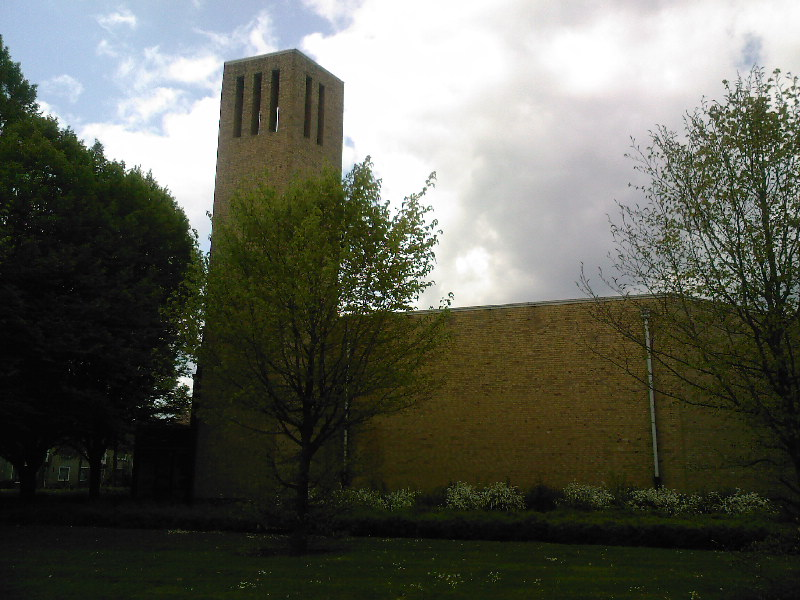
Kerk de Goede Herder in Groenewoud (Weert)

Zoals overal in Limburg is ook Weert een duidelijke Rooms-katholieke stad. Hoewel het kerkbezoek ook in Weert de laatste jaren sterk achteruit is gegaan speelt het geloof bij veel Weertenaren nog een belangrijke rol in hun leven. Dat dit al eeuwen het geval is blijkt uit de vele kerken en kloosters in en rondom de stad Weert. Verder is er nog altijd een groot aantal Rooms-katholieke basisscholen in Weert en hebben de twee grootste middelbare scholen ook een rooms-katholieke denominatie.
In Weert ligt de Dekenale Stadskerk Sint Martinus, kortweg de Sint-Martinuskerk. De naam geeft al aan dat deze kerk geleid wordt door een deken en dat Weert dus de hoofdstad is van het decanaat Weert. Dit dekenaat ligt in het Bisdom Roermond, geleid door de bisschop, laatstelijk Harrie Smeets. Onder het dekenaat vallen niet alleen alle parochies uit de gemeente Weert, maar ook uit de gemeente Nederweert.
De kerken die bij het dekenaat Weert horen zijn:
In Weert:
- De Goede Herder (Groenewoud)
- De Verrezen Christus (Moesel)
- H. Franciscus van Assisi (Biest)
- H. Martinus (Weert-Centrum)
- H. Matthias (Leuken)
- Moeselkapel (Moesel)
- H. Jozef (Keent)
- Sint-Odakerk (Boshoven)
- Onbevlekt Hart van Maria (Fatima)
- Paterskerk (Biest)

In dorpen in de omgeving van Weert:
- H. Barbara (Tungelroy)
- H. Cornelius (Swartbroek)
- H. Gerardus Majella (Nederweert-Eind)
- H. Geest (Ospeldijk)
- Grenskerk bij Grashut-Weert (Nederweert)
- H. Hart van Jezus (Altweerterheide)
- Sint-Hiëronymus en Sint-Antoniuskerk (Laar)
- H. Lambertus (Nederweert)
- O.L. Vrouw Onbevlekt Ontvangen (Ospel)
- O.L.-Vrouwekapel Schoor (Schoor)
- H. Rochus (Budschop)
- H. Willibrordus (Stramproy)

Weert heeft een eeuwenoude traditie van Sacramentsprocessies. Daarbij wordt een geconsecreerde hostie (het "Heilig Sacrament" of "Allerheiligste") in een monstrans op plechtige wijze door een priester door de straten gedragen. De priester draagt daarbij een koorkap en loopt onder een processiehemel. Ook anno 2024 vindt nog jaarlijks op Sacramentsdag (de tweede donderdag na Pinksteren) de Sacramentsprocessie plaats. De processie begint na een mis in de Martinuskerk vanaf de Markt en loopt door de binnenstad naar het klooster van de Zusters Birgittinessen. De processie bestaat, naast de groep rond het Allerheiligste, uit verschillende broederschappen, misdienaars, acolieten, schutterijen, tamboercorpsen en groepen te paard. Zij bereikte een hoogtepunt in de jaren dertig, vijftig en zestig van de twintigste eeuw, toen de zeer omvangrijke processie ook langs de singels trok. Bewoners langs de route richtten kapelletjes met heiligenbeelden in op hun vensterbanken met opengeslagen ramen.

### Protestantisme
Hoewel de Weertenaren overwegend katholiek zijn is er ook een protestantse gemeente waarvan het kerkgebouw in de stad Weert ligt. Dit is de Bethelkerk. De gemeente in Weert maakt deel uit van de Protestantse Kerk in Nederland. Iedere zondag wordt er een kerkdienst gehouden in de Bethelkerk op de Maaspoort in Weert. Het is een relatief kleine gemeente, wat overigens niet verwonderlijk is in het katholieke Limburg. Naast de vaste bezoekers van de kerkgemeente komen er ook veel toeristen uit het noorden van Nederland die tijdens hun vakantie in het zuiden op zondag naar de kerk gaan in Weert. De protestantse kerk in Weert heeft namelijk een groot werkgebied dat zich uitstrekt over grote delen van de Nederlandse provincies Noord-Brabant en Limburg.

### Islam
Weert kent drie moskeeën: 
- De Turkse Moskee aan de Coenraad Abelsstraat (Fatima)
- De Nahda Moskee aan de Charitasstraat (Biest)
- De Marokkaanse Al Mohsinin moskee aan de Sutjensstraat (Keent)

## Onderwijs

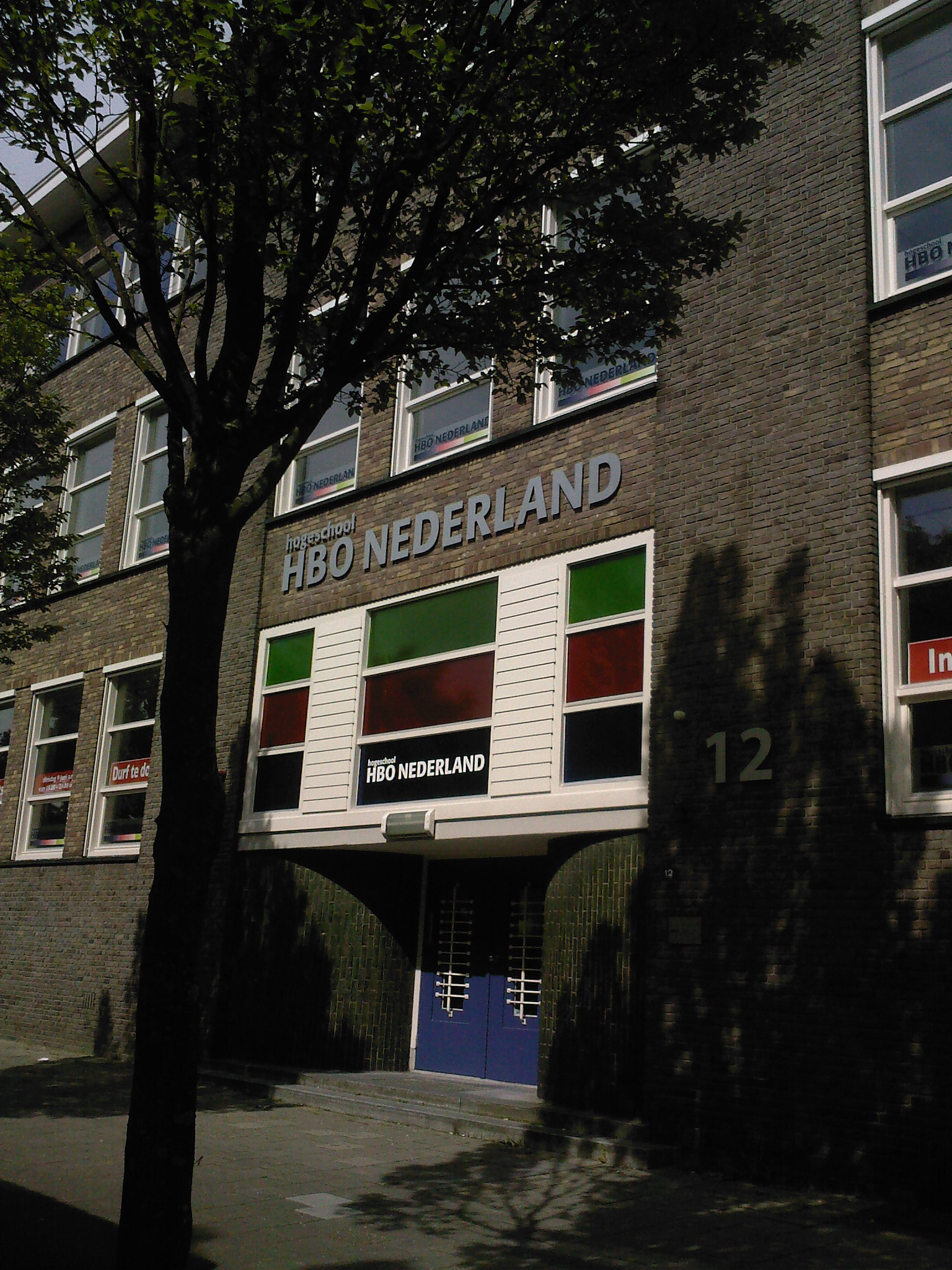
HBO Nederland in Weert

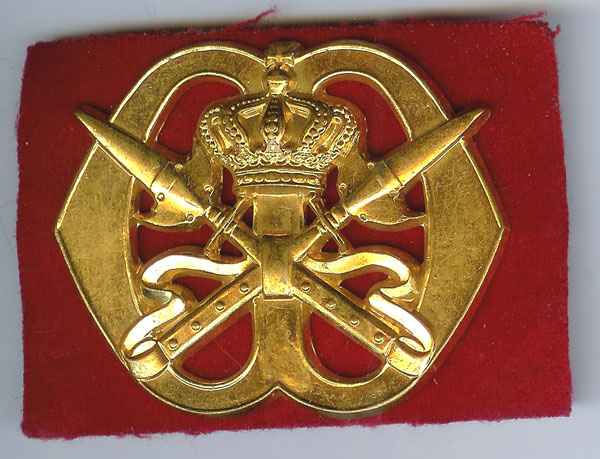

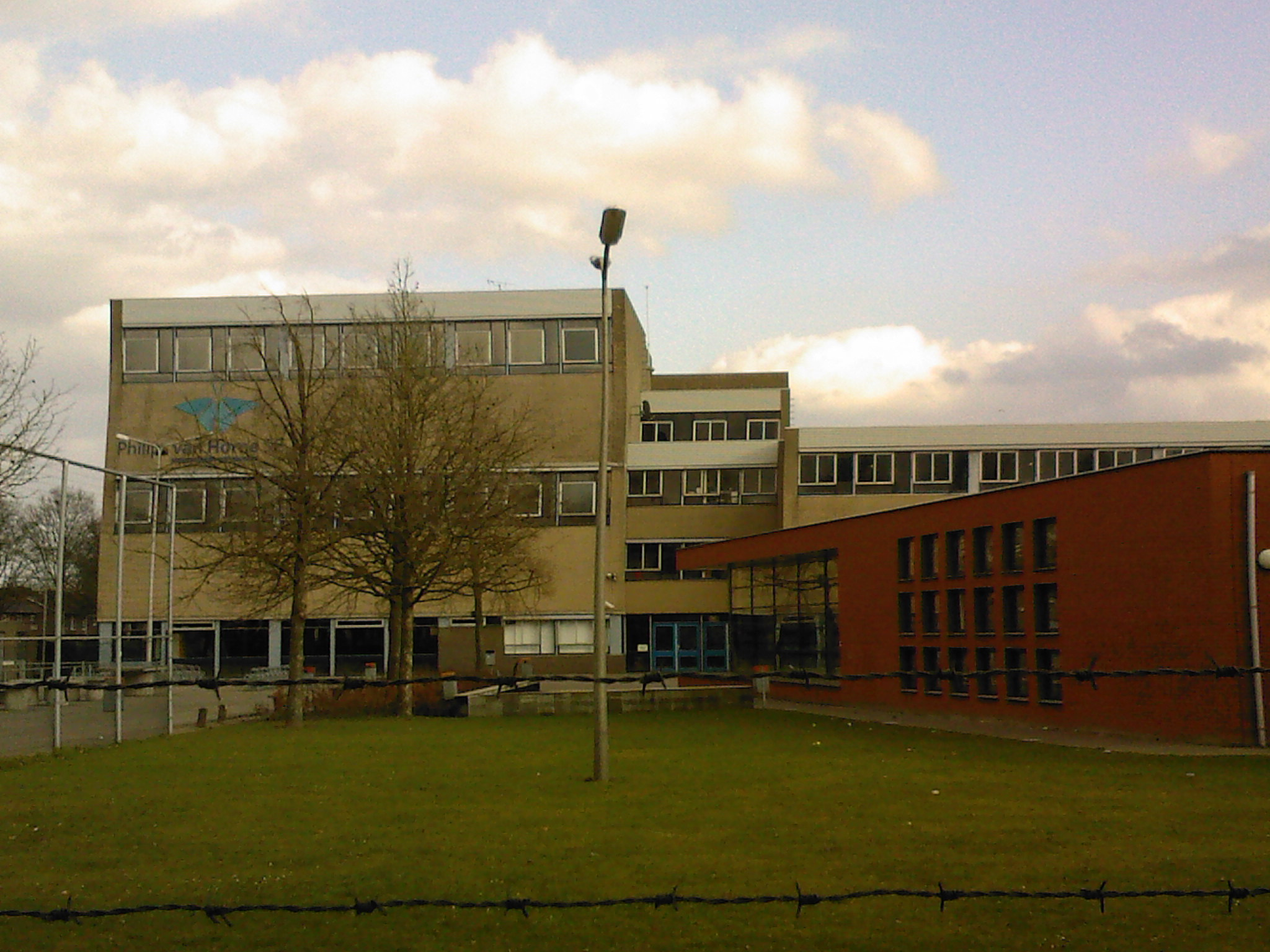
Philips van Horne SG

### Basisonderwijs
In Weert, maar ook in de kerkdorpen van de gemeente, liggen een groot aantal basisscholen. Deze basisscholen zijn soms op religieuze grondslag, veelal Rooms-katholiek, of een andere levensovertuiging, zoals de Montessorischool Weert. Ook zijn er een aantal openbare basisscholen. Deze scholen staan onder het bestuur van de gemeente en werken onderling nauw samen. De 12 basisscholen in Weert zijn:
| Basisschool      | Grondslag            | Wijk            | Organisatie  |
| ---------------- | -------------------- | --------------- | ------------ |
| Aan de Bron      | Openbaar             | Biest           | Meerderweert |
| de Kameleon      | Openbaar             | Fatima          | Meerderweert |
| de Graswinkel    | Openbaar             | Graswinkel      | Eduquaat     |
| IKC Leuken       | Rooms-Katholiek      | Leuken          | Meerderweert |
| Markeent         | Rooms-Katholiek      | Keent           | Eduquaat     |
| Moesel           | Rooms-Katholiek      | Moesel          | Eduquaat     |
| Molenakker       | Openbaar             | Molenakker      | Eduquaat     |
| Montessorischool | Montessorischool     | Molenakker      | -            |
| Odaschool        | Rooms-Katholiek      | Boshoven        | Meerderweert |
| het Palet        | Speciaal Onderwijs   | Moesel          | Meerderweert |
| de Uitkijktoren  | Openbaar             | Boshoven        | Eduquaat     |
| Waldorf Wertha   | Vrijeschoolonderwijs | Rond de Kazerne | -            |

### Voortgezet onderwijs
Weert heeft op dit moment drie middelbare scholen:
| Middelbare school    | Grondslag | Niveau                                  | Wijk            | Organisatie     |
| -------------------- | --------- | --------------------------------------- | --------------- | --------------- |
| Philips van Horne SG | Openbaar  | mavo (vmbo-t) en havo                   | Biest           | LVO-Weert       |
| Het College          | Openbaar  | vwo en koers-onderwijs                  | Rond de Kazerne | LVO-Weert       |
| Het Kwadrant         | Openbaar  | vmbo (basis/kader) en praktijkonderwijs | Groenewoud      | LVO-Weert       |
| De Maaskei           | Speciaal  | Speciaal praktijkonderwijs              | Biest           | OG Buitengewoon |

### Middelbaar beroepsonderwijs
- Middelbaar beroepsonderwijs (mbo): Gilde Opleidingen, locatie Drakesteyn

### Militaire opleiding
Weert zal onder militairen uit Nederland vooral bekend zijn vanwege het opleidingscentrum dat in Weert gevestigd is. Alle Nederlandse onderofficieren van de Koninklijke Landmacht volgen hun opleiding op de Koninklijke Militaire School in Weert (kortweg de KMS). Vanwege het groeiende aantal leerlingen op de KMS in Weert heeft de school in 2010 de Van Hornekazerne aan de Kazernelaan uitgebreid. In 2012 kondigde het ministerie van Defensie aan de school te willen verplaatsen naar Ermelo en in 2014 werd de KMS daadwerkelijk daarheen verplaatst.

## Volksgezondheid en sport

### Gezondheidszorg
- Weert bezit een ziekenhuis dat dienstdoet voor de hele regio Weert. De geschiedenis van dit ziekenhuis, het Sint Jans Gasthuis begon in 1869 met de komst van drie Zusters van Liefde uit Tilburg. Zij vestigden zich in de Beekstraat om daar zieken en bejaarden van de stad te verzorgen. Later groeide dit kleine ziekenhuis uit tot een groot ziekenhuis met vele zusters. Toen het pand in de Beekstraat in het centrum van de stad te klein werd, is besloten om te verhuizen naar een nieuw onderkomen aan de Vogelsbleek. In de decennia die volgden werden er nog vele uitbreidingen gedaan, onder meer in 2009 met de komst van een nieuwe vleugel met operatiekamers.
- In Weert is een groot aantal huisartsen gevestigd, verspreid over de verschillende wijken van de stad. Deze huisartsen werken bovendien samen in de Huisartsenpost Weert. Deze huisartsenpost, tegenwoordig gevestigd in het Ziekenhuis in Weert naast de Spoedeisende Hulpafdeling, is bedoeld om de patiënten te kunnen helpen op tijden waarop huisartsenpraktijken normaliter gesloten zijn.
- AmbulanceZorg Limburg-Noord opende in 2018 een nieuwe, klimaatneutrale ambulancepost aan de Ringbaan-Noord waar 24 uur per dag een ambulance wordt bemand.
- Verder ligt in Weert een gezondheidscentrum, namelijk het Gezondheidscentrum Weert (GCW). Hier kunnen patiënten terecht met uiteenlopende specifieke klachten. Vaak worden ze hiernaartoe gestuurd met een verwijzing van de huisarts, maar tegenwoordig is dit niet altijd noodzakelijk. Bij dit centrum zijn verschillende disciplines onder een dak gevestigd dat zorgt voor een efficiënte en duidelijke zorgverlening voor de gehele regio Weert.
- Ten slotte ligt in Weert ook nog een vestiging van de GGD. Dit is een vestiging die deel uitmaakt van GGD Limburg-Noord.

### Sportstad
In Weert worden vele sporten beoefend en zelfs enkele sporten op zeer hoog niveau. De stad beschikt over vijf sporthallen en vele sportvelden waar de verschillende sportclubs hun activiteiten verrichten.
Er zijn momenteel drie sportclubs die een team hebben in de Eredivisie of Eerste divisie van hun sport. Dit zijn:
- Basketbal: BAL. Van deze club speelt het eerste herenteam in de eredivisie. De wedstrijden worden gespeeld in Sporthal Boshoven
- Volleybal: VC Weert. Het eerste damesteam van deze club speelt in de topdivisie. Tot 2014-2015 speelde dit team in de eredivisie. Deze volleybalclub speelt hun wedstrijden in Sporthal Aan de Bron.
- Zaalvoetbal: Het zaalvoetbalteam van S.V. Altweerterheide uit het kerkdorp Altweerterheide is actief in de gemeente Weert.
- Handbal: Het eerste herenteam van HV Rapiditas speelt vanaf het seizoen 2024-25 in de eredivisie.

In 2012 werd Weert gekozen tot Sportgemeente van het jaar.

## Economie

### Bedrijven
Weert is in de eerste plaats een industriestad. Deze sector is goed voor veertig procent van de werkgelegenheid. De opkomst van de industrie in Weert is vooral begonnen na de aanleg van de Zuid-Willemsvaart en de spoorweg de IJzeren Rijn.
Een van de oudere industriële activiteiten is de vervaardiging van kleipijpen, met name de fabriek van Trumm-Bergmans, die in 1855 van Maastricht naar Weert verhuisde en welke tot 1933 heeft bestaan. In 1887 begonnen vader en zoon Jozef en Frans Driessens met de bouw van stalen schepen. In 1907 resulteerde dat in de oprichting van de Weerter Scheepsbouw Maatschappij. Deze bouwde Kempenaars en repareerde binnenvaartschepen. In 1995 beëindigde deze werf de activiteiten. In 2011 werd het terrein verkocht.
De stad is de plaats van oorsprong, en gedeeltelijk nog van de huidige activiteit, van bedrijven als Wilma Bouw (inmiddels BAM-Wilma te Amsterdam), Zuiderhuis-Isidorus en de grote grafische onderneming Roto Smeets (inmiddels ook gefuseerd, maar met nog steeds een vestiging in Weert).
Verdere bedrijven zijn of waren Bosch Packaging Technology (verpakkingsmachines voor voedingswaren), Trespa (bouw- en isolatiematerialen), Philips-Weert (1961-2007; gloeilampen), Nationale Luciferfabriek Weert (1963-1967), Vlinder-lucifers, Tricotagefabriek BERA (1920-1962), Van de Venne, later Meelfabriek Weert, daarna Meneba-Weert, sinds 2012 Unicorn Grain Specialties B.V. (1906-heden; meelfabriek), Landbouwbelang, sinds 2011 onderdeel van Agrifirm (1913-heden; landbouwcoöperatie, kunstmest; mengvoederfabriek opgericht in 1921 in gebouwen uit 1900 van Meelfabriek J. Hendriks-Meeuwis).
Van de ijzergieterijen kan De Globe uit Tegelen genoemd worden, die in 1963 een vestiging in Weert begon, ook onder de merknaam Nering Bögel werkzaam was en onder meer putdeksels vervaardigde, na 1995 tevens drukvaten ging produceren, in 2004 door het Finse Componenta werd overgenomen en in 2015 nog 210 medewerkers had en 36 kton product per jaar produceerde. In 2016 werd de Weerter vestiging door Componenta gesloten. Daarnaast was er de IJzergieterij "Weert", die heeft bestaan van 1912-1929. Hier werden zeer grote gietstukken vervaardigd.
Walter Gruijthuijsen richtte in 1937 de Aluminium- en Metaalwarenfabriek "Weert" op (merknaam Platinal), die keukengerei vervaardigde en gevestigd was aan de Maaspoort en sedert 1937 aan de Parallelweg. Er waren en zijn betonfabrieken (Bos, Weegels, Lammers, Clement); houthandel Vilrox (1939-1958); houthandel Scheijmans (vanaf 1920); lijmfabriek Frencken, maakte (sinds 1901) oorspronkelijk dextrine uit aardappelzetmeel, later diverse lijmen en kitten (merknaam Tapicol); Limco (exportslagerij en vleeswarenfabriek), later Coveco en daarna gefuseerd met Dumeco, waarna het werd gesloten; Zuivelfabriek Sint-Martinus (1908-1963); Nederlandse Fotografische Apparatenfabriek (Nefotaf), vanaf 1948, vanaf 1949: Nefox; Weerter Beschuitfabriek (merknaam"Jos Poell), vanaf 1920 tot heden; textielfabriek Eeka (1951-1971): Badkleding en foundations, er werkten tot 200 mensen; machine- en apparatenfabriek Unicum; Orgelbouwer Vermeulen; Van Wegberg landbouwwerktuigenfabriek en stoomsmederij, later Machinefabriek Van Wegberg (1921-1999); Bierbrouwerij Wertha (opgericht in 1900, vanaf 1924 onder de naam Wertha, in 1972 gesloten).
Weert speelt door zijn centrale ligging tussen Zuidoost-Brabant en Limburg een rol in de zakelijke dienstverlening, met name voor instellingen die op een grotere schaal opereren als het districtskantoor van een vakbond en het kantoor van een kabelmaatschappij. Daarnaast is het distributiecentrum van Lidl vanaf 2010 te Weert gevestigd.

### Bedrijventerreinen
De belangrijkste bedrijventerreinen zijn:
- Kampershoek, 90 ha, ruim 100 bedrijven, 2300 arbeidsplaatsen. Onder meer: VDL Weert.
- Kampershoek 2.0, ten noorden van Kampershoek, in ontwikkeling vanaf 2012, 70 ha
- Centrum-Noord, 15 ha, 50 bedrijven, 800 arbeidsplaatsen, o.m. kantoren
- De Kempen, 94 ha, 45 bedrijven, uit te breiden met nog eens 22 ha, met Lidl onder andere.
- Kanaalzone I, 34 ha, met Smeets, Bosch en Meneba onder andere.
- Kanaalzone II, 40 ha, ontwikkeld in de jaren 60 en 70 van de 20e eeuw, 25 bedrijven, met voormalig Philips-Weert onder andere.
- Kanaalzone III, 24 ha, ontwikkeld midden jaren 60 van de 20e eeuw, met onder andere een betonfabriek (Lammers Beton), een ijzergieterij (Componenta, gesloten in 2016) en een staalbedrijf.
- Leuken-Noord, 89 ha, ontwikkeld eind jaren 70 van de 20e eeuw, 120 bedrijven, 3.000 arbeidsplaatsen.
- Roermondseweg, 30 ha, 85 bedrijven, vooral detailhandel.

### Winkelen in Weert
Om het winkelen in Weert zo aantrekkelijk mogelijk te maken zijn kosten noch moeite gespaard de afgelopen decennia. Als eerste is het centrum van Weert binnen de singels helemaal autovrij. Weert kent namelijk verschillende promenades, waardoor men, met uitzondering van bepaalde tijden, ongestoord kan lopen door de binnenstad. Verder is het winkelen aantrekkelijk gemaakt door de bouw van De Muntpassage. In dit overdekte winkelcentrum midden in de binnenstad zijn ongeveer 50 winkels gevestigd. Ook is er gezorgd voor een goede parkeergelegenheid binnen het centrum. De winkels in Weert houden iedere week op donderdagavond koopavond. De stad Weert wordt als winkelstad vooral geprezen vanwege de gezellige kleine winkeltjes en terrassen. In tegenstelling tot veel andere steden van een dergelijke omvang in de regio heeft Weert ondanks zijn groei de afgelopen decennia toch de kleine winkels kunnen behouden.

#### Weekmarkt
Hoewel er ook een jaarmarkt is in Weert, heeft de stad ook iedere zaterdag een markt. Deze markt wordt gehouden op twee pleinen, die via een straat, waar ook enkele marktkramen staan, met elkaar verbonden zijn. Deze twee pleinen zijn de (Oude) Markt en de Nieuwe Markt. Op de Nieuwe Markt worden allerlei niet-eetbare artikelen verkocht, van mode tot en met boeken. Op de (Oude) Markt daarentegen staan wel kramen met eetbare koopwaren. Ook vindt men er verschillende tuinartikelen en andere producten.

### Media
In Weert zijn onder andere de volgende lokale media actief:
- Streekomroep Weert, een publiek omroepstation, voornamelijk bekend vanwege hun radiozender WeertFM
- Stichting Weerter Huisomroep, de ziekenomroep van het St. Jans Gasthuis; opgericht in 1968

## Topografie
Topografisch kaartbeeld van de stad Weert, december 2013. Klik op de kaart voor een vergroting.

## Bereikbaarheid

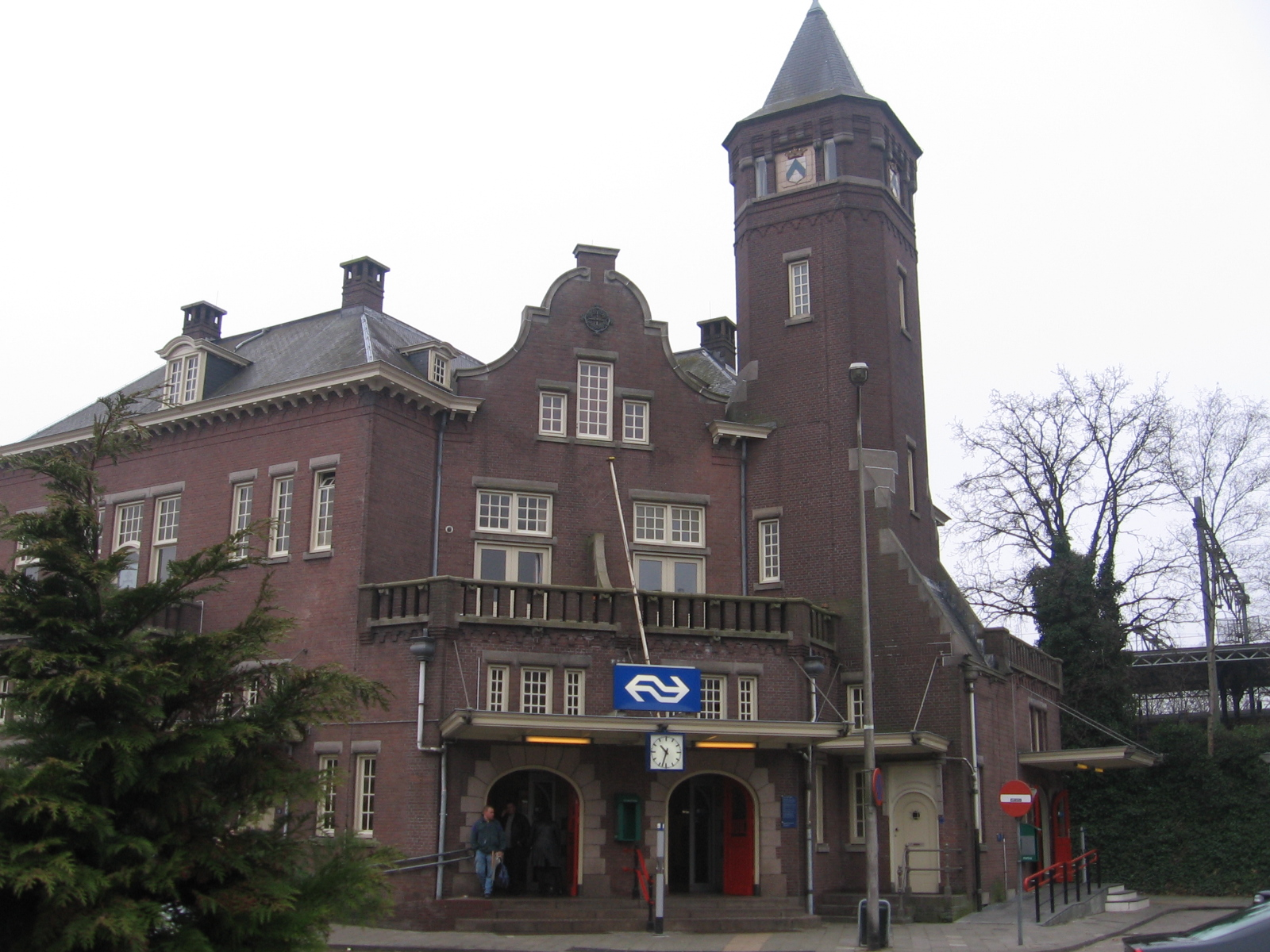
Stationsgebouw

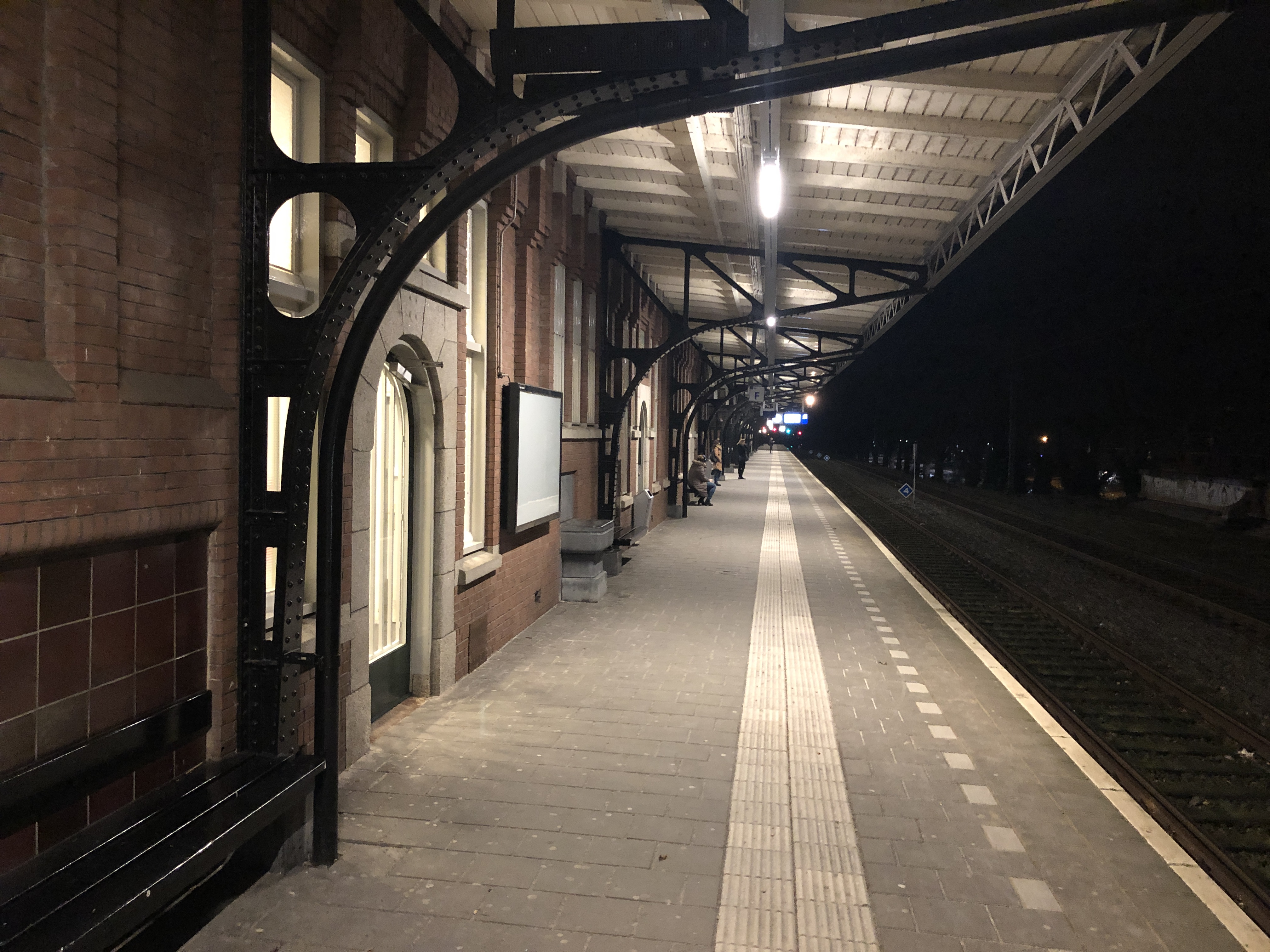
Perron NS station

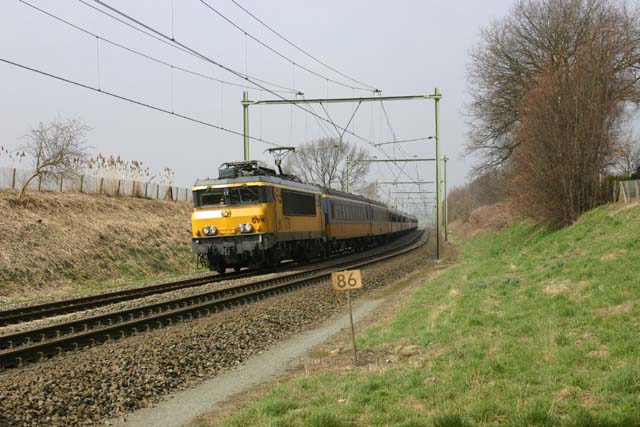
Personenvervoer op een deel van de IJzeren Rijn

### Spoor
Station Weert is gelegen aan de spoorverbinding Eindhoven - Roermond en heeft rechtstreekse intercityverbindingen met Alkmaar/Enkhuizen in het noorden, en Maastricht/Heerlen in het zuiden. Verder ligt de stad aan de spoorverbinding de IJzeren Rijn. Een deel van de IJzeren Rijn, tussen Weert en het Belgische Hamont, is uitsluitend voor goederenvervoer beperkt in gebruik. Er bestaan ideeën om het reizigersvervoer nieuw leven in te blazen. Hiermee zou een directe verbinding met Antwerpen ontstaan.

### Weg
Weert ligt net ten westen van de snelweg A2. Via de afritten 38, 39 en 40 is de stad gemakkelijk te bereiken. Verder verbindt de provinciale weg N280 de stad met Roermond. De N292 verbindt de stad met het Belgische Maaseik.

### Busvervoer
Het busvervoer in Limburg wordt uitgevoerd door Arriva. Verschillende buslijnen hebben een halte in Weert liggen. Vandaar dat het vanuit Weert gemakkelijk is om met de bus naar de omliggende kerkdorpen te reizen of zelfs naar grotere plaatsen in de omgeving zoals Venlo of Roermond. Verder is het ook mogelijk om met een Brabantse vervoersmaatschappij naar enkele Brabantse dorpen en steden te reizen. Hermes verzorgt de busritten vanuit Weert richting Eindhoven en omgeving.

### Water
Door Weert loopt de Zuid-Willemsvaart. Dit kanaal verbindt Maastricht met 's-Hertogenbosch en is dus een belangrijke waterweg door Zuid-Nederland. Weert beschikt over een haven waar vrachtschepen kunnen laden en lossen. Verder is er voor plezierjachten ook een passantenhaven bij het centrum van de stad. In de stad liggen twee beweegbare bruggen, de Stadsbrug en de Biesterbrug. Vooral rond de Stadsbrug bij het centrum ontstaan vaak verkeersopstoppingen wanneer de brug geopend is.

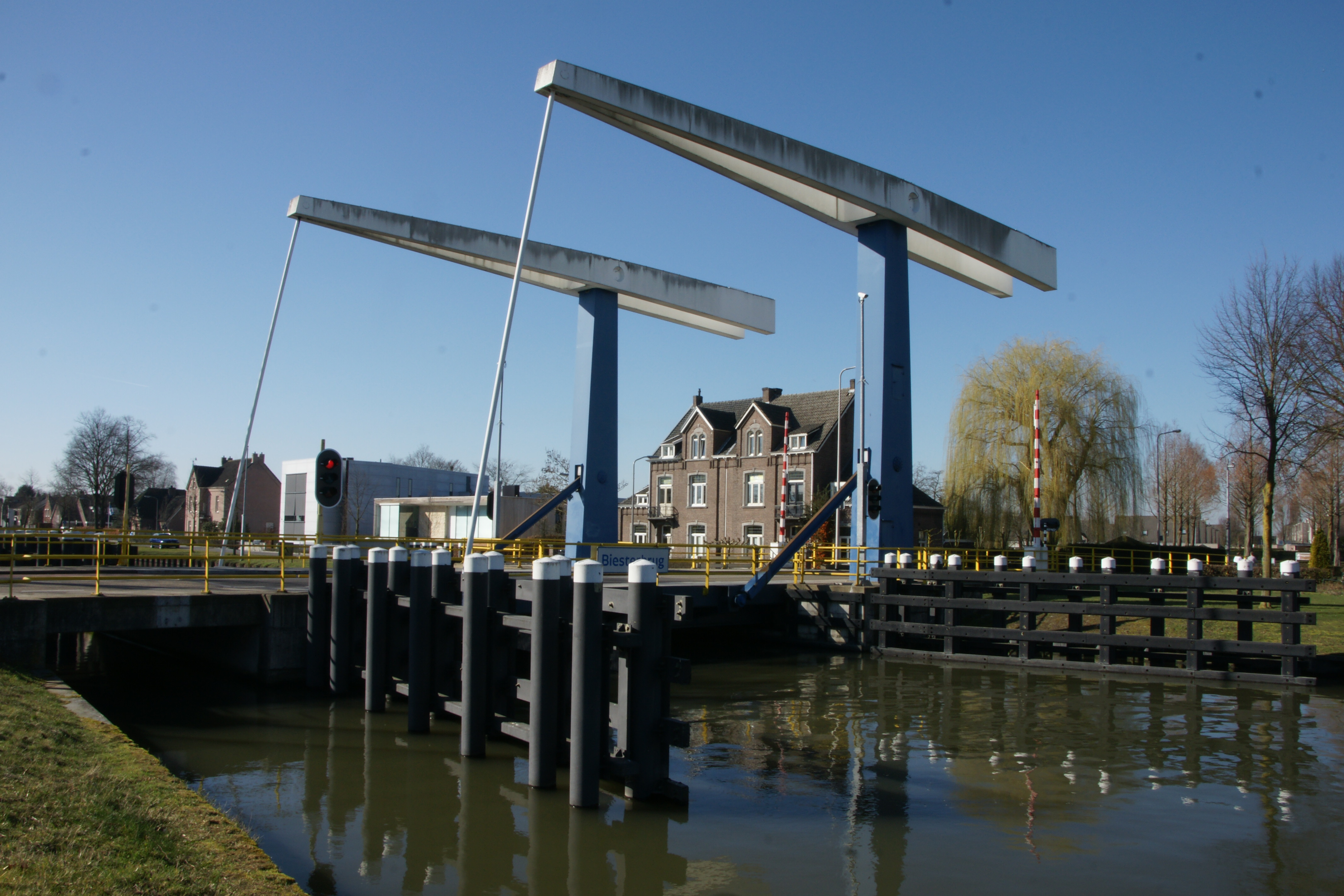
Het "Vossen Nauw", de smalle doorgang onder de Biesterbrug in Weert.

### Lucht
Weert beschikt zelf niet over een vliegveld, maar in de aangrenzende gemeente Cranendonck, in het Brabantse dorp Budel, ligt wel een vliegveld. Dit vliegveld, Kempen Airport, wordt voornamelijk voor recreatiedoeleinden en zakenvluchten gebruikt.

## Evenementen

### Carnaval

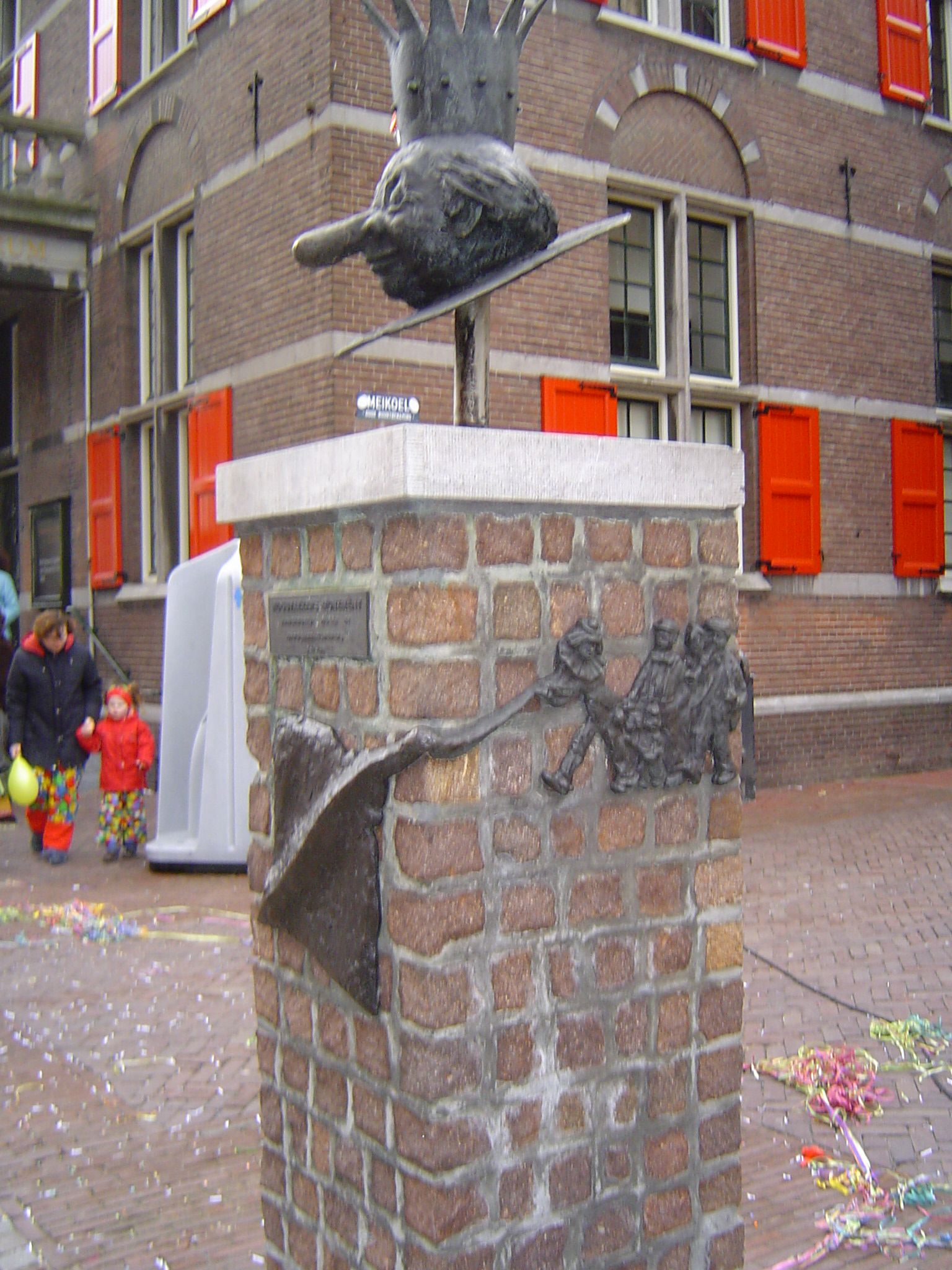
Het Rogstaekersmonument op de Oude Markt, aangeboden aan de Gemeente Weert door de optochtdeelnemers

Bij de cultuur van Weert hoort ook de Vastelaovendj (carnaval). In de stad is een groot aantal carnavalsverenigingen, maar de grootste is de Stadscarnavalsvereniging De Rogstaekers. Deze carnavalsvereniging is onder andere bekend van de Bônte Aovendj (Bonte avond) en de Groeëte Optocht (Grote Optocht). Al hebben natuurlijk de meeste carnavalsverenigingen een bonte avond en een optocht. Net zoals veel steden krijgt Weert tijdens de carnaval een andere naam. Weert wordt tijdens de carnaval vernoemd naar de Rogstaekers en heet daarom "Rogstaekersstad". De inwoners van de stad Weert worden tijdens carnaval "Rogstaekers" genoemd. Daarnaast hebben ook de meeste wijken en kernen binnen de gemeente Weert ook een eigen carnavalsvereniging. Compleet met Prins Carnaval, Raad van Elf en eigen bonte avonden en optochten. Zij hebben dus allen hun eigen identiteit, maar zijn loyaal aan de Stadscarnavalsvereniging De Rogstaekers (1926).
De carnavalsverenigingen van de wijken van Weert zijn:
- Weert-Zuid: VV de Vêrkusköp (1960)
- Boshoven: VV de Brökwagters (1963)
- Groenewoud: VV de Schäöpkes (1962)
- Leuken: VV de Zweeloeëre (1965), FV de Dröppelkes (2020)
- Biest: VV de Beesterbolle (1997)
- Weert: VV de Rogstaekers (1926), VV Vreug of Laat (2011)

Daarnaast kent Weert het fenomeen: Gouwe Lambieck.
De Stichting Lambieck Knoup Wieërt zorgt er jaarlijks voor dat serieus bedoelde handelingen of gebeurtenissen, die achteraf lachwekkend uitpakken op een humoristische manier in de bekendheid gebracht en bekroond worden, een en ander passend in de Weerter mentaliteit en de viering van het Weerter carnaval.
Tijdens de drukbezochte Gouwe Lambieck Aovendj, die sinds 1979 worden gehouden, vindt de uitreiking plaats van de Bronzen, Zilveren en Gouden Lambieck voor de 'stomste streek' van het afgelopen jaar. Daarnaast wordt een 'stomme streek' buiten Weert, maar binnen (Nederlands en Belgisch) Limburg beloond met de 'Ieëre-Lambieck' (Ere-Lambieck). Tot slot wordt ieder jaar de 'Jan van der Croeën-ieëremedalie' uitgereikt aan een persoon of instantie die zich reeds jarenlang inzet voor de Weerter carnaval en samenleving.

### Kermis Weert
De kermis in Weert is met circa 150 attracties de op een na grootste kermis van Nederland (na de Tilburgse Kermis). Het is een van de weinige kermissen van deze grootte die volledig in een binnenstad zijn gevestigd. De kermis van Weert vindt namelijk vrijwel volledig plaats binnen de singels van het oude hart van de stad. Het evenement trekt tot meer dan 100.000 bezoekers. Op 7 pleinen zijn de attracties gevestigd. Ook de straten die de pleinen met elkaar verbinden staan vol met eetgelegenheden en andere kleine attracties.
De kermis wordt vooral gekenmerkt door de lage prijzen. Er is een maximumprijs waar de kermisexploitanten zich aan moeten houden. Hierdoor zijn de prijzen op de kermis vaak lager dan op vergelijkbare kermissen in Nederland. De meerdaagse kermis wordt jaarlijks rond de laatste zondag van september gehouden.
De uitbaters komen niet alleen uit de regio Weert, maar ook van (ver) daarbuiten, zoals uit Duitsland.

### Sacramentsprocessie
Jaarlijkse organiseert de Broederschap Weert op Sacramentsdag (tweede donderdag na Pinksteren) de Sacramentsprocessie. Zie hierboven.

### Bospop
Ieder jaar in het begin van de maand juli vindt er in de wijk Boshoven een muziekfestival plaats, genaamd Bospop. Het pop-rockfestival trok in 2016 zo'n 50.000 bezoekers. Het festival duurt twee dagen of drie dagen, met twee podia, en biedt zowel nationale als internationale acts. Door aanhoudende groei is het festival terrein in 2011 verhuisd naar Hushoven. Vanwege economische omstandigheden werd besloten om de editie van 2013 op de 'oude' locatie Sportpark Boshoven te laten plaatsvinden. Sinds 2014 vindt het festival weer in Hushoven langs de A2 plaats.

### Horneland Rally
Ieder jaar start ook de Horneland Rally in Weert. Het betreft een rally met oldtimers.

### Fiets4daagse De Peel
Sinds 1976 organiseert de gelijknamige stichting de Fiets4daagse De Peel met een startplaats in Weert. Dit evenement heeft inmiddels nationale bekendheid en trekt jaarlijks vele fietsliefhebbers.

### Koninginnedag 2011
Op Koninginnedag 2011 was de koninklijke familie op bezoek in Thorn en Weert.

## Trivia
- In december 2002 had Weert in de St. Martinuskerk de grootste kerststal van Europa.
- De streektaal in en rond Weert is het Weerterlands, met als stadsdialect het Weerts, in het dialect Wieërts.

## Fotogalerij
Hieronder een korte impressie van de stad

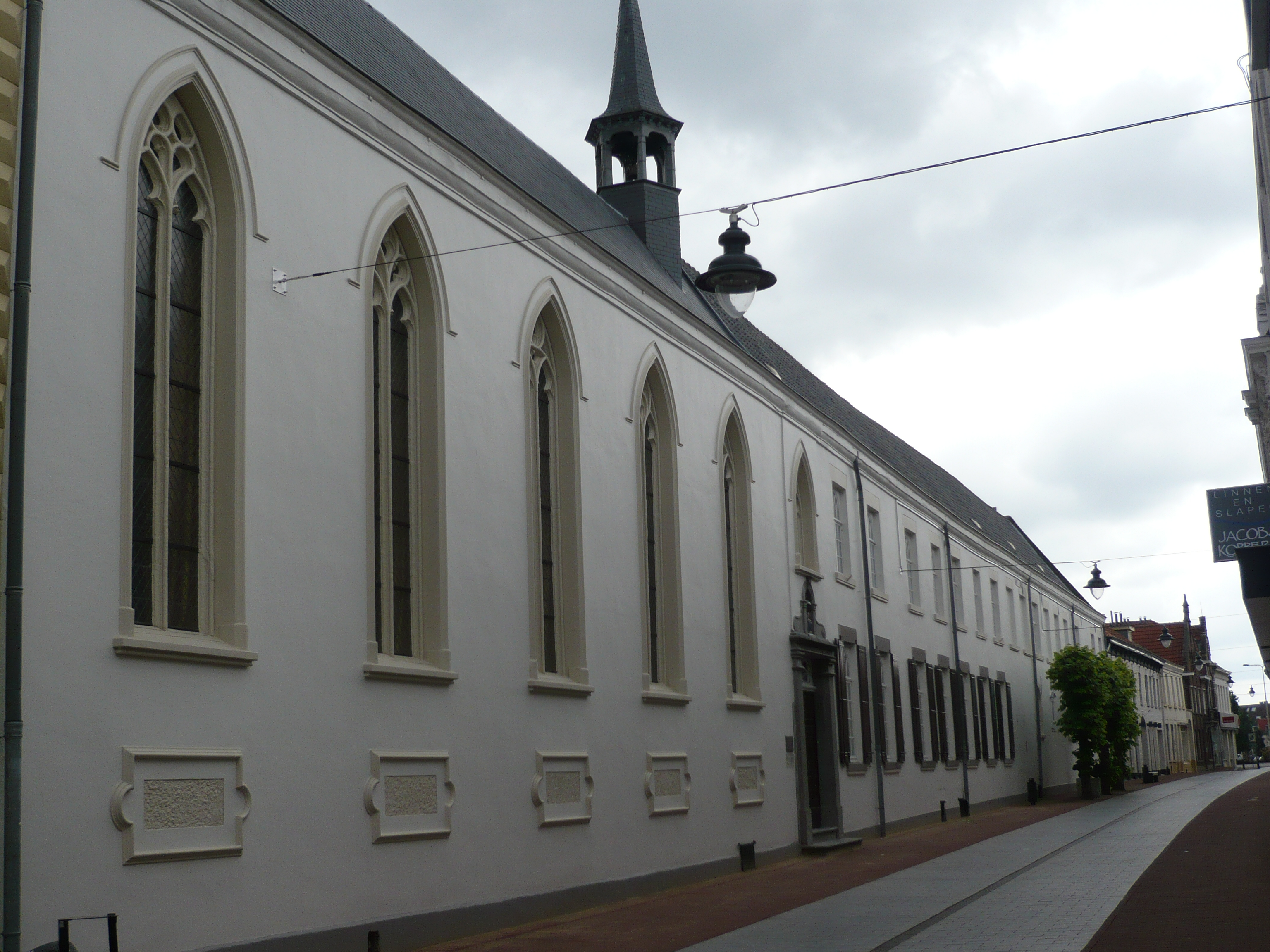
Het klooster in de Maasstraat
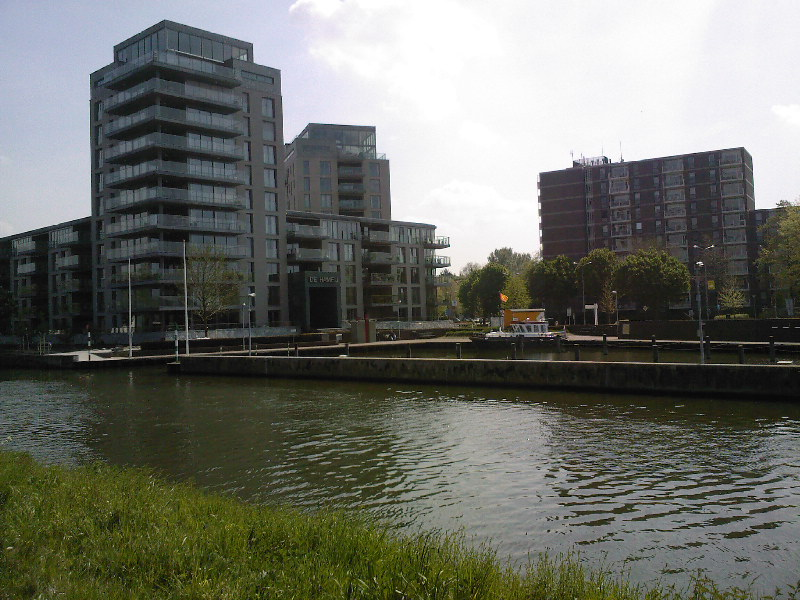
De Hameij en de Parkflat
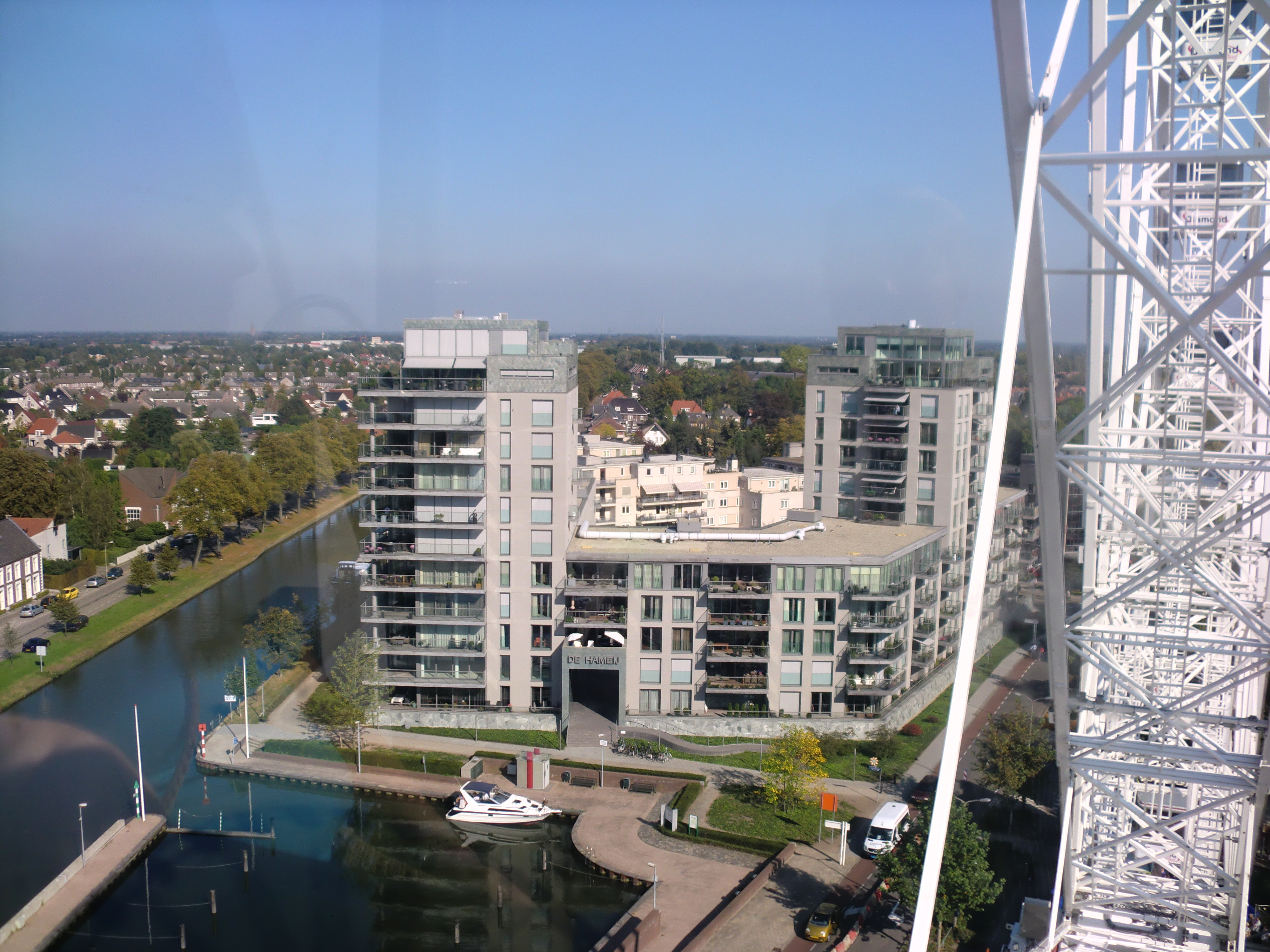
De Hameij van bovenaf gezien tijdens Weerter Kermis 2011
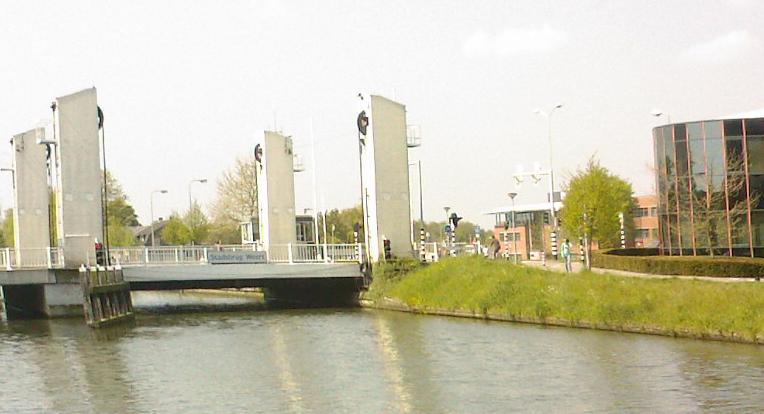
De Stadsbrug
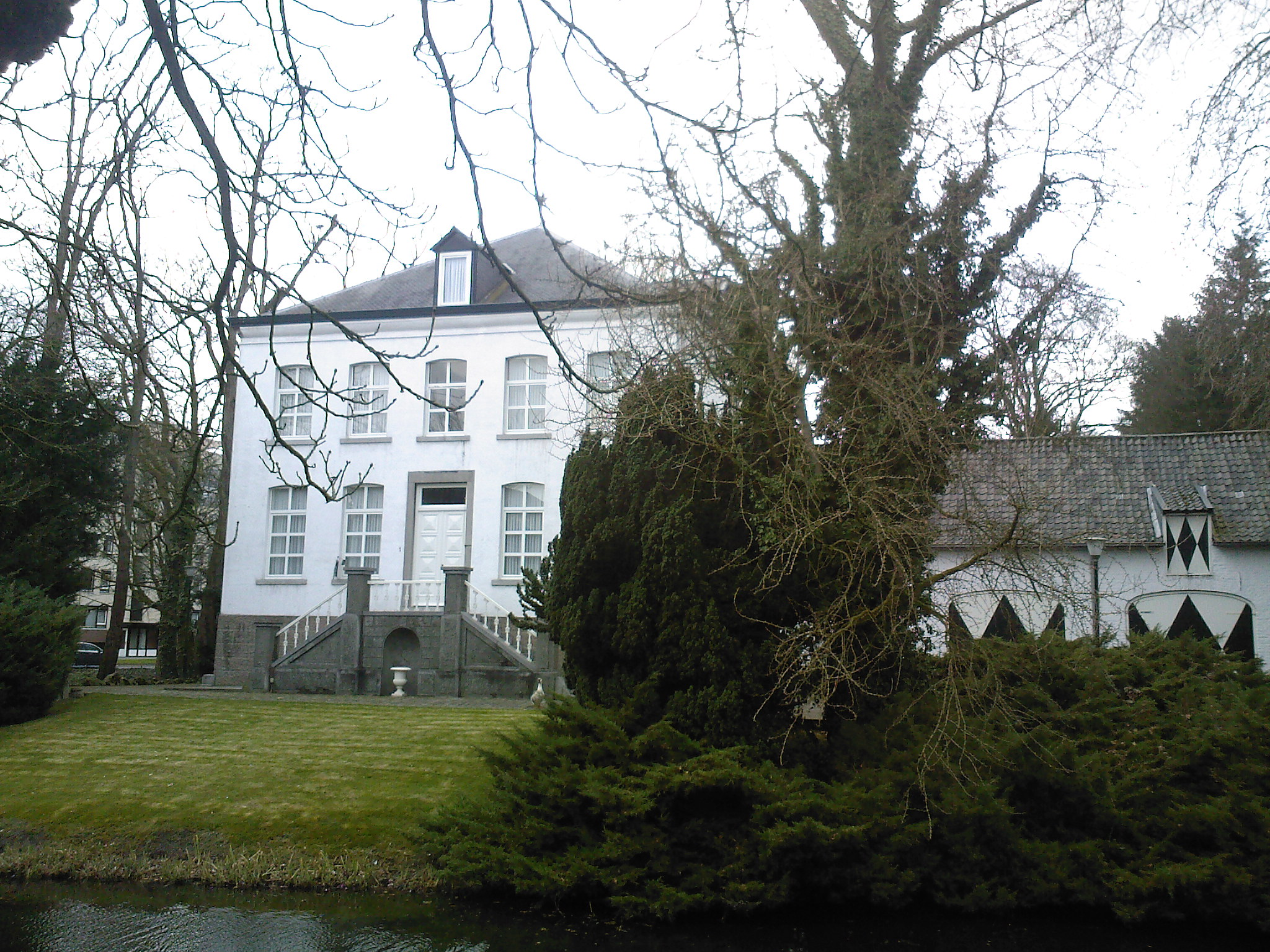
Kasteel Nijenborgh op de Biest
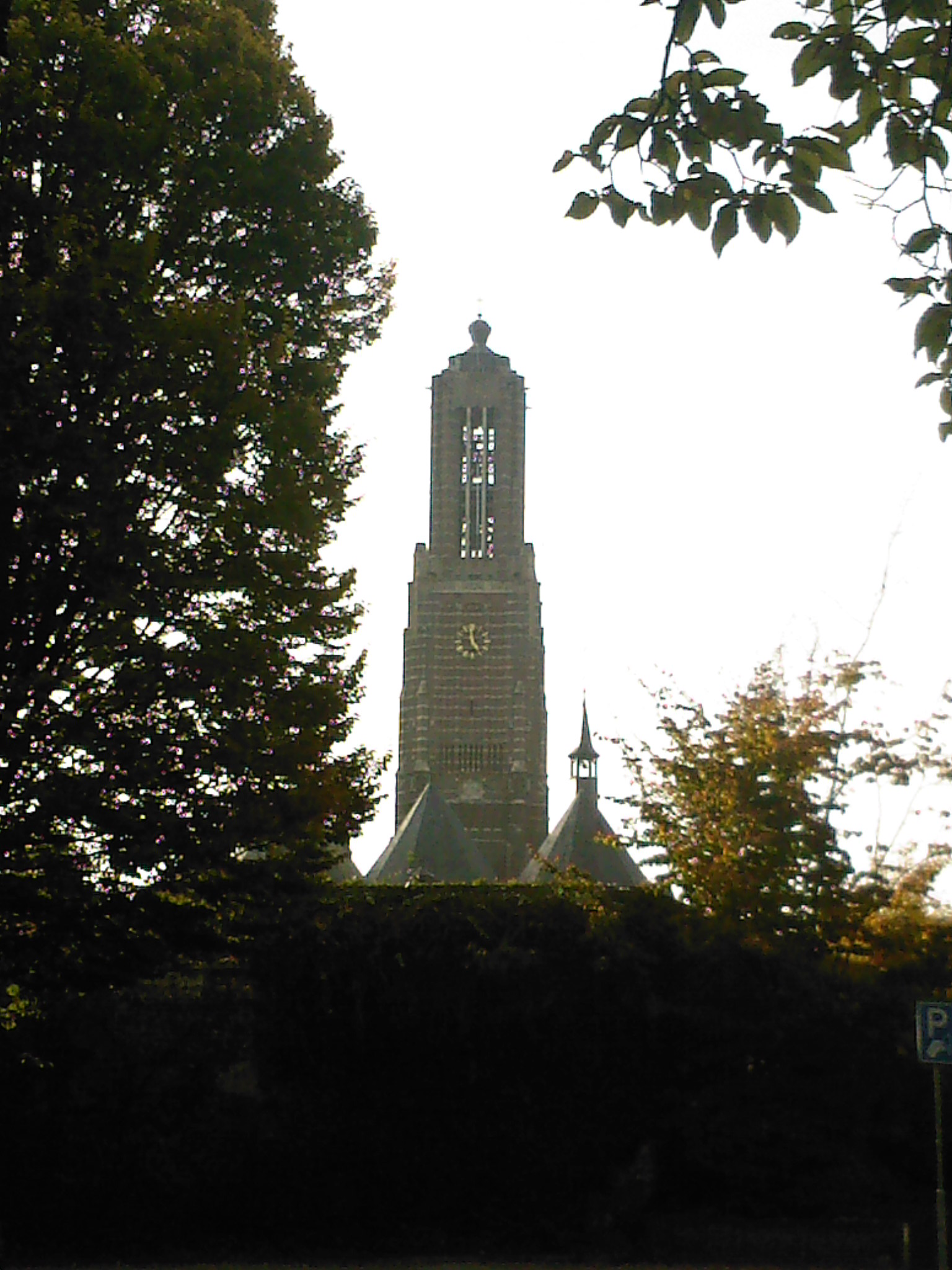
Sint-Martinuskerk vanaf de Emmasingel
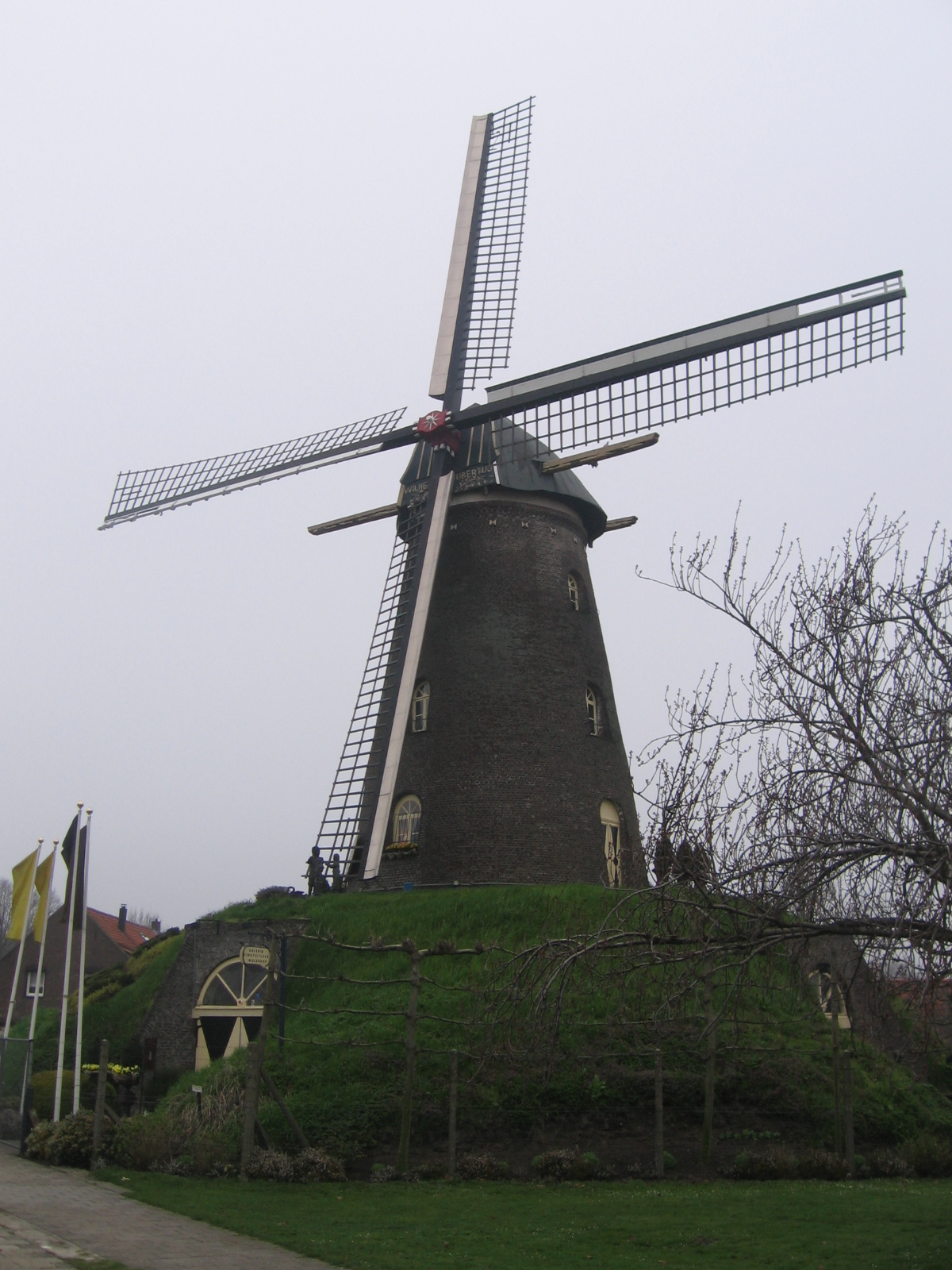
Wilhelmus Hubertus Molen
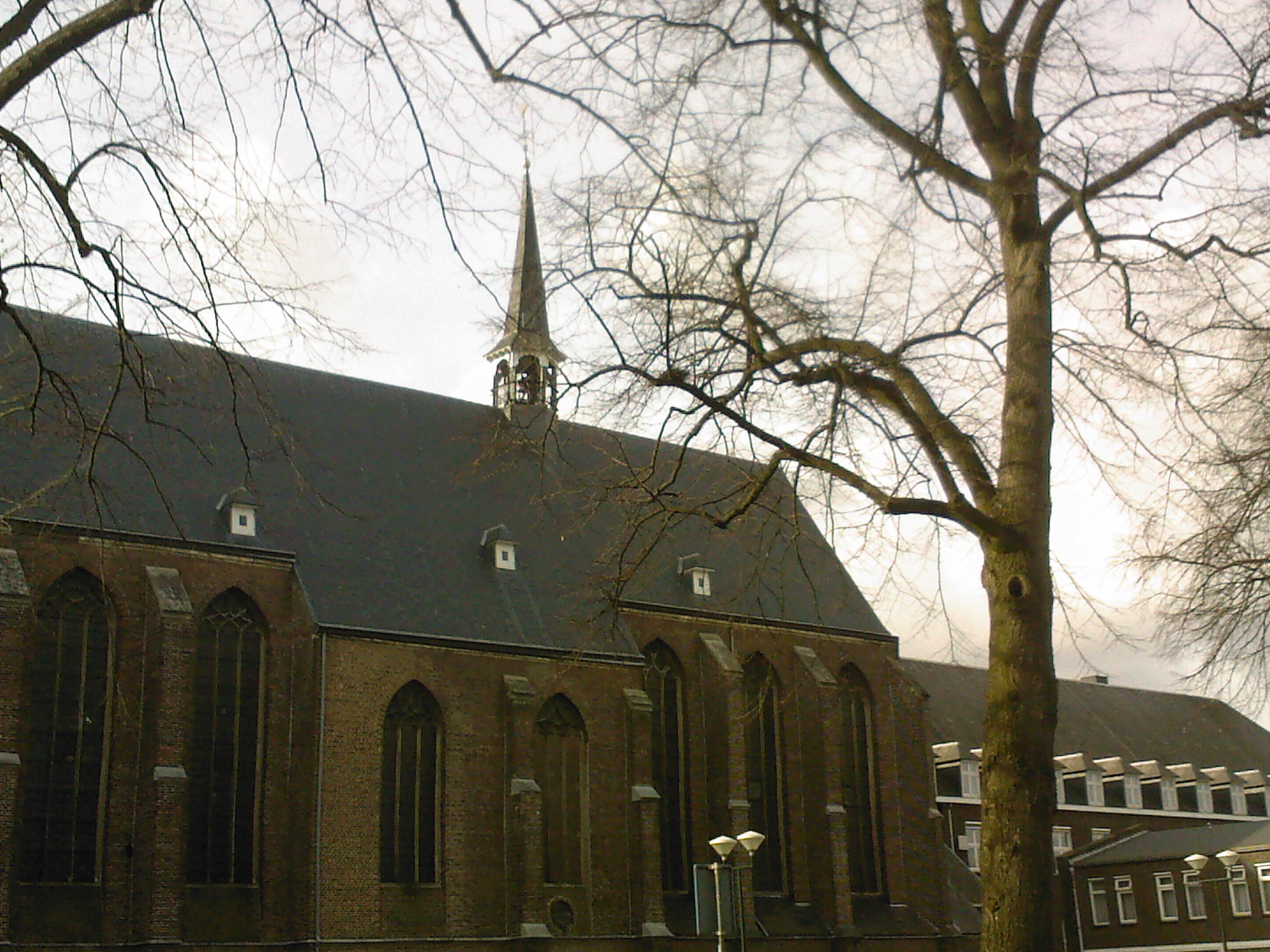
Paterskerk (Biest)
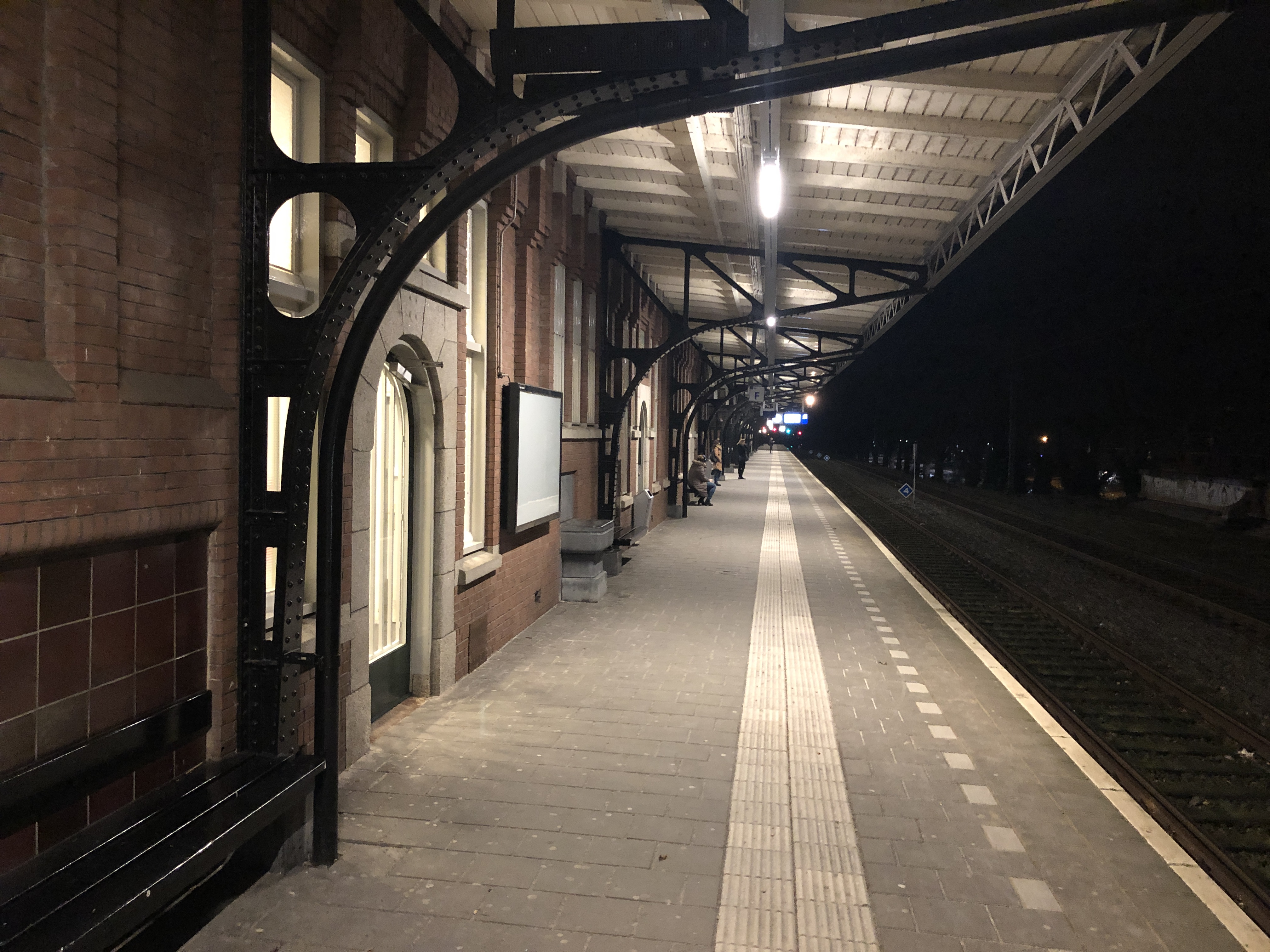
Perron NS station

## Zustersteden
Weert heeft een samenwerking met:
- Sint-Truiden, België

## Nabijgelegen kernen
|                     |                | Laar                      |  | Nederweert Nederweert-Eind |
| Budel (NB)          |                |                           |  |                            |
|                     |                |                           |  |                            |
| Budel-Dorplein (NB) | Ell Swartbroek |                           |  |                            |
| Lozen (B)           |                | Altweerterheide Tungelroy |  |                            |

Nederweert, Laar, Budel, Budel-Dorplein, Lozen, Altweerterheide, Tungelroy, Swartbroek, Ell, Nederweert-Eind